# Bitwa o Atlantyk
Bitwa o Atlantyk – najdłuższa kampania II wojny światowej, toczona na Oceanie Atlantyckim i tworzących go morzach. Trwała od 3 września 1939 roku do kapitulacji Niemiec w maju 1945 roku, jednak największe natężenie zmagań miało miejsce od wiosny 1940 do lata 1944 roku. Najważniejszymi uczestnikami tych działań morskich były: brytyjska Royal Navy i niemiecka Kriegsmarine, a od roku 1941 także flota amerykańska. Obok nich w zmaganiach uczestniczyły mniejsze floty, jak sowiecka Flota Północna, floty: Kanady, Australii, Nowej Zelandii, Belgii, Holandii, Norwegii, Polski, czy Wolnej Francji, w końcowym okresie niektórych państw Ameryki Południowej, na czele z Brazylią, a po stronie Niemiec włoska Regia Marina.
Bitwa o Atlantyk miała ogromne znaczenie dla obu stron. Niemcy, próbując zniszczyć flotę handlową sprzymierzonych, chcieli doprowadzić do załamania się potencjału gospodarczego Wielkiej Brytanii, ta zaś – wraz ze swoimi sprzymierzeńcami – główny wysiłek wojenny w ramach bitwy o Atlantyk skupiała na obronie morskich linii komunikacyjnych.
Nazwy „Battle of the Atlantic” pierwszy użył premier Wielkiej Brytanii Winston Churchill w 1941 roku. Kampania ta zaangażowała – na wszystkich jej teatrach i milionach kilometrów kwadratowych Oceanu – tysiące statków i okrętów w ponad stu bitwach konwojowych oraz około tysiącu starć pojedynczych okrętów. Szala zwycięstwa przechylała się raz na jedną, raz na drugą stronę, wraz z wprowadzaniem nowych broni, taktyk i sposobów przeciwdziałania przeciwnikowi.

## W przededniu wojny
Po samozatopieniu okrętów Hochseeflotte w Scapa Flow w czerwcu 1919 roku, Niemcy zostały praktycznie pozbawione marynarki wojennej. Zgodnie z traktatem wersalskim, wszystkie niemieckie okręty zbudowane po 1913 roku miały być zezłomowane, a konstruowanie okrętów podwodnych zostało zakazane. Traktat zezwalał jedynie na zachowanie sześciu pancerników i sześciu krążowników z lat 1899–1906 oraz dwunastu niszczycieli i dwunastu torpedowców z lat 1906–1913, przy czym wymiana na nowe mogła nastąpić dopiero po osiągnięciu przez te jednostki wieku 20 lat. Obsada personalna została ograniczona do 15 tysięcy ludzi, w tym 1,5 tys. oficerów.
W pierwszych dekadach XX wieku Wielka Brytania dysponowała największą flotą handlową na świecie, do niej też należała największa wartość wymiany zagranicznej. Stabilność i przetrwanie państwa były jednak uzależnione od bezpieczeństwa i drożności morskich szlaków żeglugowych. Toteż Imperium Brytyjskie – które wciąż dysponowało najsilniejszą nawodną flotą wojenną świata – pomne swoich doświadczeń z niemiecką ofensywą podwodną podczas I wojny światowej, w trakcie zwołanej w 1921 roku z inicjatywy Stanów Zjednoczonych Konferencji Waszyngtońskiej, usiłowało doprowadzić do całkowitego międzynarodowego zakazu budowy i posiadania okrętów podwodnych. Okręty tej klasy postrzegało bowiem jako największe zagrożenie dla swojego panowania na morzach. Wobec fiaska tego dążenia i nie zapisania zakazu w Traktacie Waszyngtońskim z 1922 roku, Wielka Brytania skłoniła delegacje innych państw do podpisania deklaracji o wyrzeczeniu się używania okrętów podwodnych do prowadzenia nieograniczonej wojny podwodnej przeciwko statkom handlowym. Traktat Waszyngtoński w rzeczywistości jednak sformalizował zakończenie brytyjskiej supremacji na morzu, zaś narosłe w trakcie „Wielkiej Wojny” ogromne zadłużenie Wielkiej Brytanii, ostatecznie pogrzebało brytyjską zdolność do utrzymywania wielkiej floty, zdolnej do prowadzenia operacji w każdym zakątku świata. Słabnąca pozycja Wielkiej Brytanii, która nie była w stanie dorównać amerykańskiej gospodarce, zmusiła ją do traktatowego przyjęcia amerykańskich propozycji ograniczających zbrojenia morskie – zaakceptowania stosunku 5:5:3 w zakresie ciężkich okrętów nawodnych Stanów Zjednoczonych, Wielkiej Brytanii i Japonii. Taki stosunek sił spowodował jednak, że Wielka Brytania stanęła przed – co prawda odległą we wczesnych latach dwudziestych, lecz coraz bardziej realną wobec rozwoju japońskiej floty – perspektywą niemożności dorównania nawet Japonii na Dalekim Wschodzie, gdyby Zjednoczone Królestwo stanęło w obliczu konieczności jednoczesnego prowadzenia działań wojennych zarówno na Atlantyku i Morzu Śródziemnym, jak i na Zachodnim Pacyfiku oraz Oceanie Indyjskim.

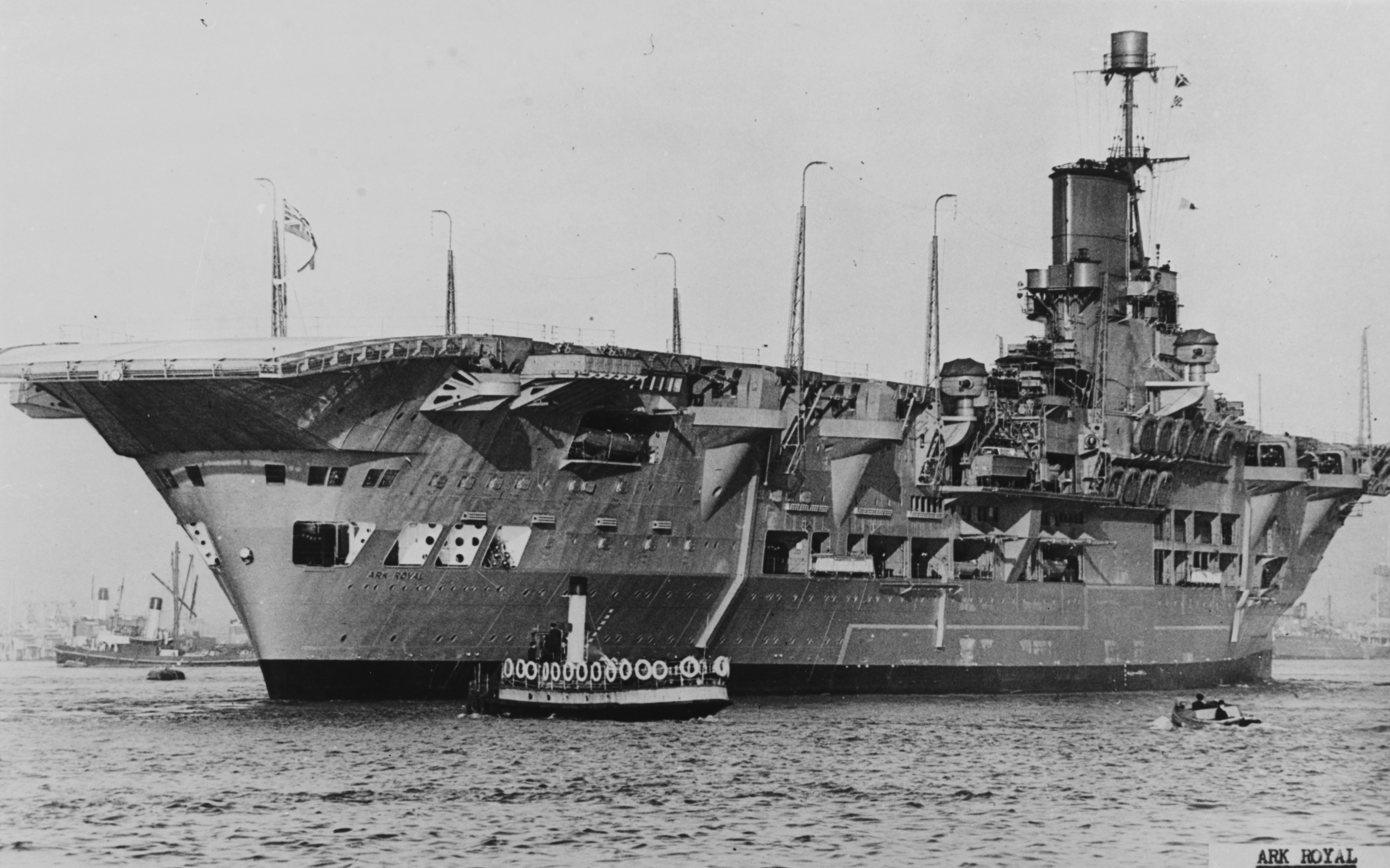
Royal Navy upatrywała swoją podstawową siłę w zespołach wielkich okrętów nawodnych. Na zdjęciu lotniskowiec HMS „Ark Royal”.

Wielka Brytania nie poprzestała jednak na próbach prawnego zablokowania rozwoju broni, którą postrzegała jako zagrożenie. Jeszcze w 1917 roku w Anti-Submarine Division opracowano urządzenie wysyłające impulsy fali ultradźwiękowej, która mogła być wysłana w dowolnym kierunku w wodzie, echo zaś odbite od podwodnego obiektu było przechwytywane przez antenę odbiorczą, zaś całkowity czas transmisji był przetwarzany na dane określające odległość do obiektu od którego odbiła się fala. Urządzenie, którego nazwa pochodziła od akronimu używanej w tajnych dokumentach nazwy kwarcu: ASDivite, ASDIC, pozwalało na wykrycie obiektu podwodnego w odległości do jednej mili morskiej od nadajnika fali. ASDIC pozwalał na ustalenie odległości i kierunku do obiektu, jednak – przynajmniej we wczesnych fazach ataku – nie umożliwiał ustalenia głębokości zanurzenia okrętu podwodnego. ASDIC, obok zespołu hydrofonów, zaczął być instalowany zarówno w okrętach nawodnych, jak i w brytyjskich okrętach podwodnych.
Mimo zwiększenia możliwości wykrywania okrętów podwodnych dzięki wprowadzeniu ASDICu oraz mimo zakazu prowadzenia nieograniczonej wojny podwodnej, rząd brytyjski kontynuował wysiłki zmierzające do wprowadzenia zakazu posiadania okrętów podwodnych, podczas konferencji genewskiej w 1932 roku oraz londyńskiej w 1935 roku. Obie próby ponownie zakończyły się niepowodzeniem, co gorsza Japonia wypowiedziała wszelkie międzynarodowe konwencje ograniczające zbrojenia morskie, a III Rzesza – którą na mocy traktatu wersalskiego obowiązywał zakaz posiadania okrętów podwodnych – wznowiła ich produkcję. Traktat londyński z 1930 roku, wprowadził jednak limity dla zachodnich marynarek wojennych, które zgodziły się nie przekroczyć całkowitego brytyjskiego tonażu okrętów podwodnych 52 700 ton oraz nie budować okrętów tej klasy o wyporności standardowej na powierzchni przekraczającej 2000 ton.
Wielka Brytania wydawała się być względnie zadowolona z takiego obrotu sytuacji, pokładając też wielkie zaufanie w ASDICu. W 1937 roku, Pierwszy Lord Admiralicji Sir Samuel Hoare zapewnił brytyjską Izbę Gmin, że „okręty podwodne nie są już więcej zagrożeniem dla bezpieczeństwa Imperium Brytyjskiego”. W rzeczywistości przeciętny zasięg ASDICu, który w dobrych warunkach działał skutecznie do 2500 jardów (2300 metrów) – znacznie mniej niż zasięg torped – miał skuteczny zasięg o połowę mniejszy: 1300 jardów (1200 metrów). Co gorsza, instrument ten był całkowicie „ślepy” w promieniu 200 jardów (180 metrów) od nadajnika, a wiec w krytycznym rejonie wokół okrętu nawodnego, z którego rufy zrzucane były bomby głębinowe. Co więcej, ufając zapewnieniom kanclerza Niemiec Adolfa Hitlera o chęci utrzymania pokojowych stosunków z Wielką Brytanią, rząd brytyjski aż do roku 1938 nie zdawał sobie sprawy z rosnącego zagrożenia ze strony rozbudowywanej Kriegsmarine i jej floty podwodnej w szczególności. Wyrazem tego zaufania był brytyjsko-niemiecki traktat morski z 1935 roku.

### Rozbudowa Kriegsmarine
W roku 1921 rozpoczęto prace nad pierwszym okrętem, który – według postanowień traktatu wersalskiego – wolno było Niemcom wymienić: zwodowano lekki krążownik „Emden”, niebawem dołączyły doń trzy następne: „Königsberg” i „Karlsruhe” w roku 1929 oraz „Köln” w 1930. Jednocześnie trwało poszerzanie i pogłębianie kanału łączącego bazę floty wojennej w Wilhelmshaven z Morzem Północnym, tak, by mogły nim wchodzić i wychodzić wielkie jednostki. W tajemnicy opracowano nowy rodzaj min magnetycznych, które można było zrzucać z samolotów, a te z kolei – jako cywilne – testowano w Stacji Prób Hydroplanów.
Traktat waszyngtoński z 1922 roku dawał Niemcom pewną możliwość budowy nowych okrętów, tzw. „pancerników kieszonkowych”, niemogących przekraczać 10 200 ton wyporności. 19 maja 1931 roku zwodowano pierwszy z nich, „Deutschland”, a dwa dalsze – „Admiral Scheer” i „Admiral Graf Spee” – były w budowie. Wraz z dojściem Hitlera do władzy, Niemcy rozpoczęły realizację planu budowy sześciu pancerników, sześciu krążowników, kilku dywizjonów niszczycieli, torpedowców i poławiaczy min oraz 16 U-Bootów.
Od 1933 roku rząd brytyjski, chcąc zapewnić swoją dominację na morzu, sondował możliwość zawarcia odrębnego układu z Niemcami, który ograniczyłby możliwość rozwoju niemieckiej floty do ułamka wielkości floty brytyjskiej. Ograniczone w tym względzie traktatem wersalskim Niemcy były skłonne porozumieć się w tej mierze z Wielką Brytanią, co legalizowałoby przynajmniej część tajnych i w większości nielegalnych do tej pory niemieckich zbrojeń morskich. Rozpoczęte w maju 1935 roku negocjacje w Londynie, przy braku sprzeciwu Francji, Stanów Zjednoczonych, Japonii i Włoch – do rządów których Wielka Brytania zwróciła się z pytaniem o akceptację, doprowadziły do podpisania 18 czerwca 1935 roku traktatu brytyjsko-niemieckiego. Zgodnie z zawartym porozumieniem Niemcy miały prawo rozwijać swoją marynarkę wojenną, jednak jej ogólna wielkość nie mogła pozostawać wobec wielkości marynarki brytyjskiej w stosunku większym niż 35:100 w odniesieniu do tonażu floty. Szczególnym rozwiązaniem w traktacie, przy zachowaniu ogólnego parytetu 35%, było ograniczenie rozwoju niemieckiej floty podwodnej do 45% wielkości floty podwodnej Wielkiej Brytanii. Przez traktatowo narzucony współczynnik, traktat brytyjsko-niemiecki pośrednio włączył Niemcy w orbitę oddziaływania traktatu londyńskiego, którym ograniczone były rozmiary Royal Navy. Dozwolone rozmiary floty niemieckiej odniesieniu do tonażu floty na podstawie tych traktatów przedstawia tabela:
|                    | Wielka Brytania | III Rzesza  |
| ------------------ | --------------- | ----------- |
| Okręty liniowe     | 522 000 ton     | 183 750 ton |
| Lotniskowce        | 135 000 ton     | 47 250 ton  |
| Ciężkie krążowniki | 146 800 ton     | 51 380 ton  |
| Lekkie krążowniki  | 192 200 ton     | 67 270 ton  |
| Niszczyciele       | 150 000 ton     | 52 000 ton  |
| Okręty podwodne    | 52 700 ton      | 18 445 ton  |
| Razem:             | 1 201 700 ton   | 420 595 ton |

Umowa brytyjsko-niemiecka była olbrzymim sukcesem Niemiec. III Rzesza nie tylko bowiem uzyskała prawo rozbudowy swojej floty, lecz traktat był także jednym z elementów polityki dzielenia sojuszników z czasów Wielkiej Wojny, Francji i Wielkiej Brytanii. Naczelną zasadą polityki Hitlera w tym czasie było niepodejmowanie kroków mogących zostać odczytanymi jako rodzące zagrożenie dla Imperium Brytyjskiego, zaś traktatowe samoograniczenie się Niemiec, budowało zaufanie rządu brytyjskiego do kanclerza III Rzeszy. Skutkiem ograniczeń traktatu wersalskiego, Niemcy nie mogły projektować, budować i używać okrętów podwodnych. Już jednak w lipcu 1922 roku konsorcjum zakładów Kruppa i stoczni Vulcan z tajnym udziałem finansowym Reichsmarine, założyło w holenderskiej Hadze niemieckie biuro projektowe okrętów podwodnych IvS (Ingenieurskantoor voor Scheepsbouw), które opracowując projekty okrętów podwodnych dla Argentyny, Finlandii, Turcji, Hiszpanii, Szwecji i ZSRR, zachowywało niemiecką zdolność projektowania oraz przygotowywało pierwsze projekty przyszłych niemieckich okrętów podwodnych.

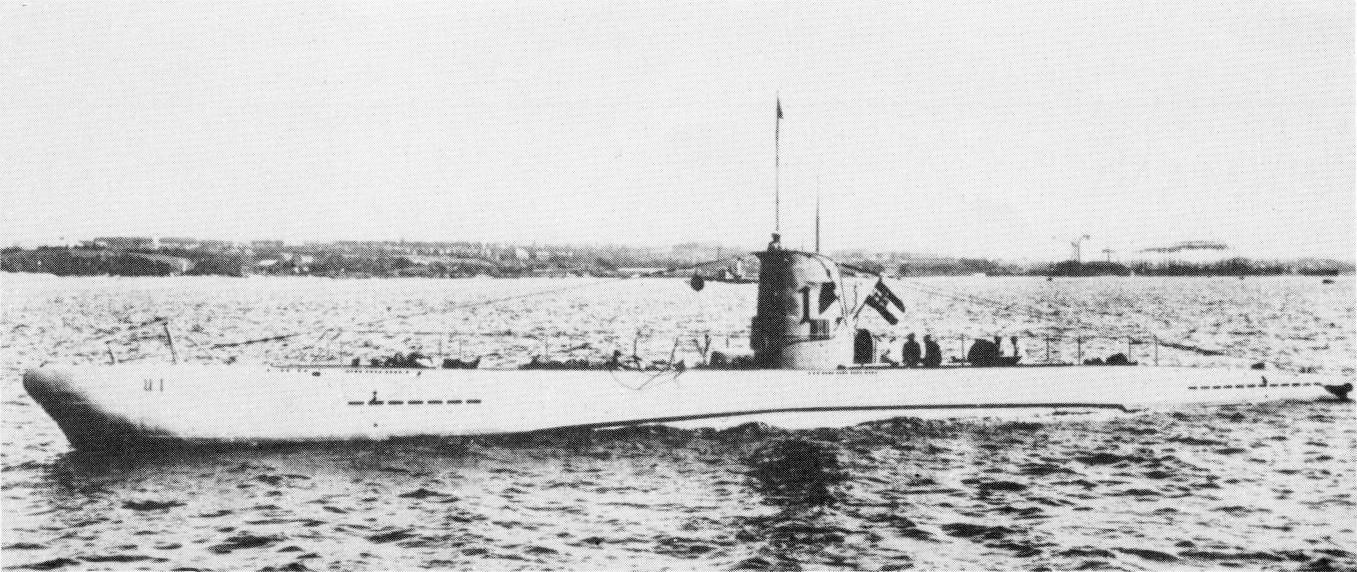
U-1 typu IIA. Pierwszy, zwodowany kilka dni po podpisaniu umowy brytyjsko-niemieckiej, okręt podwodny Kriegsmarine.

Okręty projektowane przez IvS dla państw trzecich, służyły później jako prototypy niemieckich jednostek podwodnych przybrzeżnego typu IIA, dalekiego zasięgu IA oraz oceanicznych jednostek typu VIIA. Niemieccy oficerowie, inżynierowie i konstruktorzy wyjeżdżali także za granicę w celu odbywania szkoleń na wybudowanych w oparciu o projekty IvS okrętach. Jednocześnie zakłady w Niemczech, w tajemnicy opracowywały projekty urządzeń niezbędnych do budowy okrętów podwodnych, Zeiss – peryskopów, MAN – silników Diesla, Lorenz – wyposażenia radiowego, Anschütz zaś żyrokompasów. Jednak już od początku lat 30. niemiecka marynarka uruchomiła program budowy okrętów uwzględniający możliwość wojny z Francją i Polską w roku 1938. Z naruszeniem limitów traktatu wersalskiego, zaakceptowany w 1932 roku tajny plan Umbau przewidywał budowę lotniskowca, dziewięciu eskadr lotnictwa morskiego oraz 3 flotylli okrętów podwodnych – razem 16 U-Bootów. Hitler po dojściu do władzy kontynuował ten plan, zakazując jednak budowy U-Bootów. Zbliżenie francusko-radzieckie spowodowało modyfikację planu, z uwzględnieniem wojny z koalicją francusko-radziecką, co spowodowało zwiększenie liczby planowanych okrętów podwodnych do 72. Hitler wydał rozkaz rozpoczęcia budowy okrętów podwodnych już przed zawarciem traktatu z Wielką Brytanią, w związku z czym pierwszy okręt 250-tonowego typu IIA został zwodowany zaledwie cztery dni po podpisaniu umowy, w czerwcu 1935 roku. We wrześniu tego roku, ówczesny komandor, Karl Dönitz objął stanowisko dowódcy 1 Flotylli U-Bootów Weddigen.

### Plany wojenne
W 1937 roku dla Adolfa Hitlera stało się jasne, że Wielka Brytania może nie pozostać bierna gdy Niemcy będą starały się uzyskać hegemonię na kontynencie. Ówczesny sztab dowódcy Kriegsmarine – admirała Ericha Raedera, przygotował wobec tego memorandum, w którym stwierdził iż Wielka Brytania ma wprawdzie niepodważalną hegemonię na wodach europejskich, której Niemcy nigdy nie będą w stanie dorównać, jednak jej słabością jest jej zależność od drożności morskich linii komunikacyjnych. W konsekwencji, „wojna [przeciwko Wielkiej Brytanii] musi być bitwą o militarną i ekonomiczną komunikację”. Rezultatem przyjęcia tej koncepcji, było powstanie Planu Z: rozbudowy niemieckiej floty w oparciu o jednostki nawodne, z zadaniem zwalczania brytyjskiej żeglugi na Atlantyku – ciężką eskadrę składającą się z lotniskowców wspierających pancerniki, krążowniki i niszczyciele – w którym okręty podwodne grały marginalną rolę. Sztab Raedera uważał bowiem, że pod rządami traktatu waszyngtońskiego, w związku z – Prisenordnug – koniecznością zatrzymywania i przeszukiwania statków oraz zapewnienia przejścia załogi na łodzie ratunkowe, okręty podwodne będą odgrywały ograniczoną rolę.

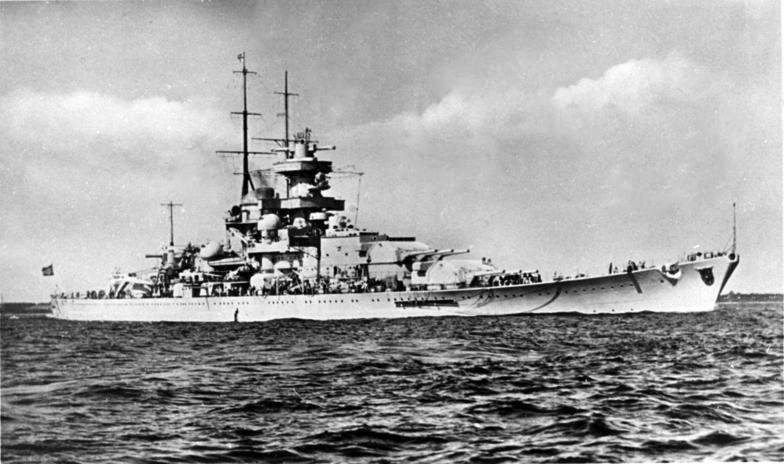
Pancernik „Gneisenau” typu Scharnhorst

W myśl planu sztabu Raedera, działania przeciwko żegludze brytyjskiej prowadzić miały zespoły lub pojedyncze ciężkie okręty nawodne, które zdolne będą nie tylko do zadawania strat nieprzyjacielskiej flocie handlowej transportowej, lecz także obronić się w razie konieczności przed atakiem floty wojennej przeciwnika. Fundamentalnie nie zgadzał się z tym stanowiskiem Karl Dönitz, który twierdził, że U-Booty są jedyną klasą okrętów zdolną do pokonania bariery brytyjskiej blokady i zadawania strat jej żegludze, a przy tym są znacznie tańsze i szybsze w budowie niż wielkie okręty nawodne. Po przeprowadzonej na początku 1939 roku grze wojennej, w której U-Booty zastosowały opracowaną przez Dönitza taktykę wilczego stada przeciwko symulowanemu brytyjskiemu konwojowi w przypuszczalnym składzie w roku 1943, Dönitz nie tylko utwierdził się w przekonaniu o skuteczności tej taktyki, lecz wręcz odrzucał wszelkie krytyczne uwagi na temat słabych stron tej koncepcji. W ćwiczeniu założono przyszły stan brytyjskiego systemu konwojowego, biorąc pod uwagę wielokrotne zapewnienia ze strony Hitlera, że wojna z Wielką Brytanią nie wybuchnie prędzej niż w 1943 roku. Koncepcja wilczych stad, zakładała atak wszystkimi siłami na brytyjskie linie żeglugowe, przy użyciu skoncentrowanych grup okrętów podwodnych pod kontrolą radiową z lądu, w celu lokalizacji i zniszczenia eskortowanej żeglugi, za pomocą w pierwszym rzędzie nocnych ataków na powierzchni. W tym czasie jednak wodowano bądź postępowała budowa ciężkich okrętów Kriegsmarine. Do wybuchu wojny Niemcy przyjęły do służby krążowniki i pancerniki „Admiral Hipper” (1937), „Gneisenau” (1938)” i „Scharnhorst” (1939), w budowie zaś były „Bismarck” przyjęty następnie do służby w roku 1940, oraz „Tirpitz” (1941).
Zdając sobie jednak sprawę z ograniczeń i także zalet okrętów podwodnych, Dönitz wprowadził nowy intensywny system szkolenia załóg U-Bootów, w którym załogi przeprowadzały przeciętnie 8 symulowanych ataków dziennych i 7 ataków nocnych w ciągu każdej doby rejsu. Podczas szkolenia intensywnie ćwiczono nocne ataki na powierzchni, w których okręty podwodne były używane jako nawodne torpedowce, wykorzystując ich niewielką sylwetkę do osiągnięcia zaskoczenia.
System ten znacznie odbiegał od brytyjskiego systemu szkolenia, który w ogóle nie przewidywał ćwiczeń ataków nocnych. Admiralicja brytyjska sztywno bowiem trzymała się przyjętej przez siebie koncepcji strategicznej z I wojny światowej, w której okręty podwodne są jedynie dodatkiem do silnej floty nawodnej, której zadaniem jest przeprowadzenie walnej bitwy na wzór bitwy jutlandzkiej, rozstrzygającej o panowaniu na morzu, po czym wyniszczająca blokada wybrzeża przeciwnika. Z tego też względu, mimo doświadczeń I wojny światowej, Royal Navy polegając na ASDICu i traktatach morskich, aż do 1938 roku nie dostrzegała zagrożenia ze strony rozwijającej się niemieckiej floty podwodnej. W efekcie wojna morska z Niemcami zastała ją całkowicie nieprzygotowaną do eskorty swoich statków handlowych, zaś głównym problemem był brak odpowiedniej liczby okrętów eskortowych. We wrześniu 1939 roku, Royal Navy, której głównym zadaniem w trakcie zbliżającego się konfliktu miała okazać się ochrona własnych statków na ogromnych obszarach od zachodniego Pacyfiku, przez Ocean Indyjski bądź wody arktyczne, aż po Halifax w Kanadzie, miała jedynie 45 jednostek eskortowych i patrolowych.
| Klasy okrętów              | Wielka Brytania | Francja | Niemcy | Włochy |
| -------------------------- | --------------- | ------- | ------ | ------ |
| Pancerniki                 | 15              | 7       | 7      | 4      |
| Lotniskowce                | 6               | 1       | –      | –      |
| Okręty-bazy wodnosamolotów | 2               | 1       | –      | –      |
| Krążowniki                 | 64              | 18      | 8      | 22     |
| Niszczyciele i torpedowce  | 183             | 72      | 34     | 127    |
| Okręty podwodne            | 57              | 78      | 57     | 121    |

Całkowite – biorąc pod uwagę skalę czekającego ją zadania – nieprzygotowanie floty brytyjskiej do obrony własnych linii żeglugowych, znajdowało jednak z drugiej strony odbicie we flocie niemieckiej. Już przed wybuchem wojny niektórzy oficerowie zwracali Dönitzowi uwagę na fakt, że wszystkie zalety okrętów podwodnych, a więc ich trudna wykrywalność oraz zaskoczenie, mogą zostać zniwelowane przez użycie radaru, systemów wykrywania komunikacji radiowej, samoloty oraz wyposażone w ASDIC nawodne okręty eskortowe. Jednak charakter Dönitza oraz fascynacja opracowaną przez siebie taktyką wilczych stad, nakazywały mu odrzucać pojawiające się wątpliwości. Podstawową jednak słabością planu wojny podwodnej okazały się początkowe niedostatki w liczbie pozostających do dyspozycji okrętów podwodnych oraz ich uzależnienie od pływania na powierzchni morza. W rzeczywistości także III Rzesza była zupełnie nieprzygotowana do prowadzenia wojny morskiej, z którego to powodu Niemcy musieli – już po raz drugi w XX wieku – uciekać się do walki za pomocą tanich, masowo produkowanych okrętów podwodnych. Niemieckie U-Booty były zmodernizowanymi okrętami z czasu I wojny światowej. Podstawowymi jednostkami niemieckimi podczas II wojny światowej były wypierające 760 ton okręty typu VIIC, stanowiące w rzeczywistości tylko nieco ulepszoną i powiększoną wersję okrętów typu UB III, które weszły do służby w 1917 roku. W praktyce były to okręty nawodne, z możliwością krótkotrwałego jedynie zanurzenia w celu wykonania lub uniknięcia ataku.

## Wybuch wojny
1 września 1939 roku III Rzesza dokonała inwazji zbrojnej na Polskę i chociaż kampania ta była przedstawiana przez niemiecką propagandę jako odpowiedź na agresję ze strony Polski, niemiecka flota realizowała przygotowany na taki scenariusz plan uwzględniający możliwość, że Wielka Brytania i Francja będą honorować swe zobowiązania wobec Polski. Decyzją dowództwa floty (OKM – Oberkommando der Marine) w Berlinie, już kilka dni przed atakiem na Polskę, wszystkie dostępne operacyjnie niemieckie okręty podwodne zostały wysłane nie tylko na Bałtyk, lecz przede wszystkim na północny i południowy zachód od wysp brytyjskich, na południe od Półwyspu Iberyjskiego oraz do Cieśniny Gibraltarskiej, a także na południowe Morze Północne i rejon kanału La Manche. 21 sierpnia, Wilhelmshaven opuścił także ciężki krążownik typu Deutschland „Admiral Graf Spee”, płynąc na południowy Atlantyk.
Strategią Hitlera było jednak izolowanie kampanii w Polsce, jeśli zaś okaże się to niemożliwe, miał nadzieję na szybkie zakończenie wojny na wschodzie, po czym zawarcie pokoju na zachodzie. Nie chciał więc zrobić niczego co mogłoby sprowokować Wielką Brytanię do otwartej wrogości; w konsekwencji kmdr Dönitz rozkazał podległym sobie dowódcom, iż jeśli dojdzie do wojny na zachodzie, ich operacje przeciwko statkom handlowym muszą być prowadzone z bezwzględnym przestrzeganiem art. 22 traktatu londyńskiego. Statki przeciwnika miały być zatrzymywane i przeszukiwane, a ich pasażerowie i załogi mieli być bezpieczni w łodziach ratunkowych, zanim jednostka zostanie zatopiona. Taki sposób prowadzenia wojny pozbawiał wprawdzie okręty podwodne przewagi zaskoczenia wystawiając je na niebezpieczeństwo, jednakże Dönitz wierzył, że zorganizowanie systemu konwojów zajmie Brytyjczykom pewien czas, zaś do tej chwili statki będą pływać samotnie.
3 września 1939 roku o godzinie 11 rano, honorując swoje zobowiązania wobec Polski, Wielka Brytania wypowiedziała wojnę Niemcom. Krótko po tym admiralicja brytyjska wysłała wiadomość radiową do wszystkich jednostek o treści TOTAL GERMANY, oznaczającą rozkaz rozpoczęcia operacji bojowych przeciwko Niemcom i niszczenia ich jednostek morskich. Niemiecki wywiad radiowy B-Dienst przechwycił brytyjski rozkaz, którego kopie w ciągu kilku minut zostały dostarczone zarówno dowódcy Kriegsmarine admirałowi Erichowi Raederowi, jak i dowódcy U-Bootwaffe komandorowi Karlowi Dönitzowi. Rozkaz zszokował obu niemieckich dowódców, mimo bowiem że podległe im jednostki były przygotowane na taką ewentualność, obaj wierzyli Adolfowi Hitlerowi, który osobiście zapewniał wcześniej Raedera, że kampania polska będzie izolowana, a wojny z Wielką Brytanią nie należy oczekiwać co najmniej do lat 1943–1944, na kiedy planowana była nowa wielka flota nawodna Niemiec, a rozbudowana flota podwodna będzie gotowa do stawienia czoła Royal Navy. Gdy kilka minut po przechwyceniu brytyjskiego rozkazu jego kopia trafiła do admirała Dönitza, dowódca okrętów podwodnych powiedział: Mein Gott! Also wieder Krieg gegen England! – Mój Boże! Więc znowu wojna z Anglią! Wieczorem tego samego dnia Reader poinformował okręty na Atlantyku, że od godziny 17 Francja będzie w stanie wojny z Niemcami, zakazał jednak podejmować jakichkolwiek wrogich działań przeciwko żegludze francuskiej, z wyjątkiem samoobrony.

### Działania sił nawodnych

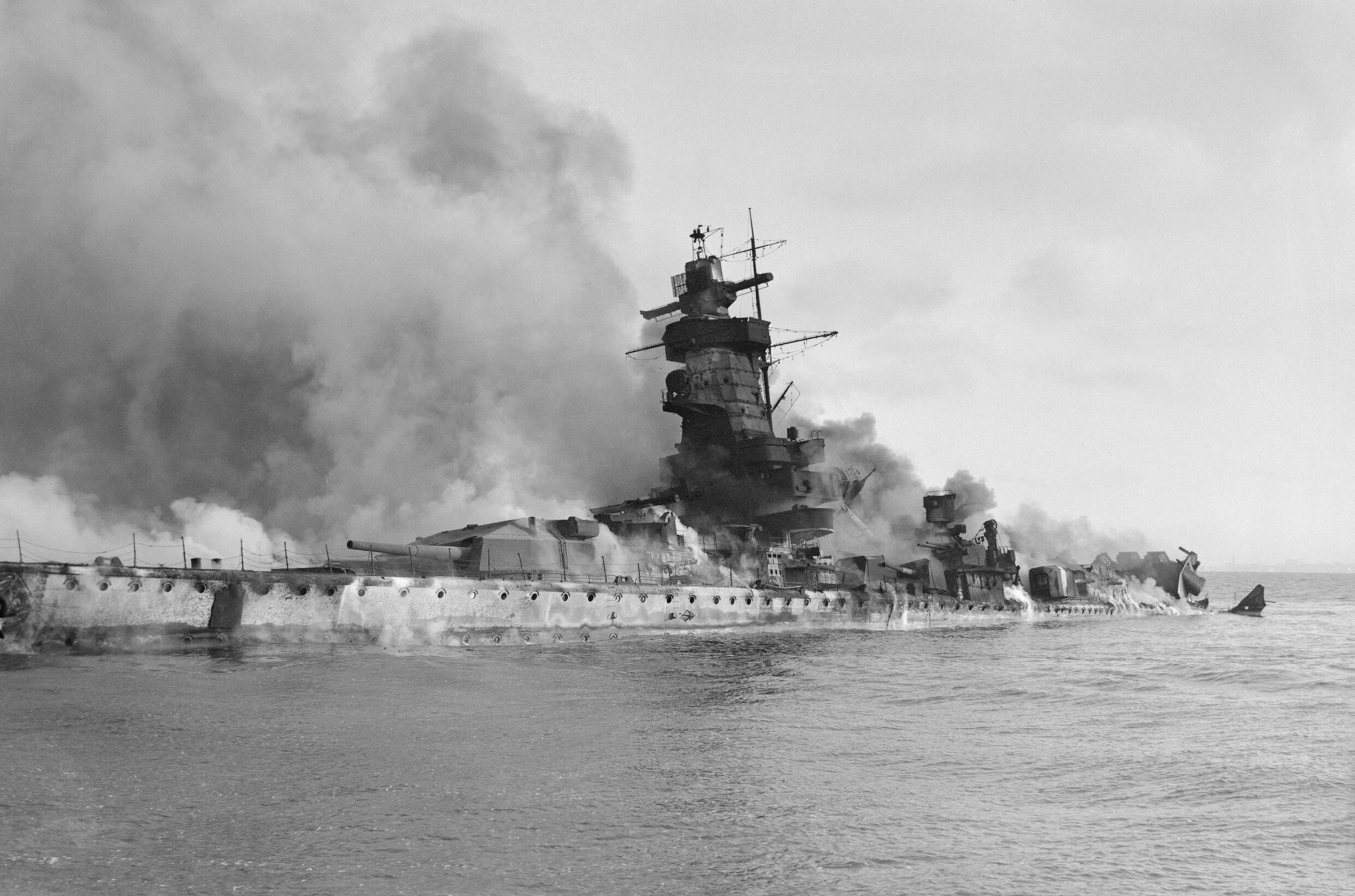
Tonący „Admiral Graf Spee”

W początkowym okresie wojny niemieckiej głównym zadaniem floty ciężkich okrętów nawodnych było zwalczanie brytyjskiej żeglugi handlowej na Atlantyku. Dwa pancerniki kieszonkowe: „Admiral Graf Spee” i „Deutschland” przebywały na Atlantyku od sierpnia 1939, jednak działania bojowe podjęły dopiero 26 września. „Deutschland” działał krótko i nieefektywnie. Do 20 października zatopił dwa statki, a jeden wziął do niewoli. 15 listopada przybył do Gotenhafen, gdzie przeszedł naprawę maszynowni. „Admiral Graf Spee” operował do 17 grudnia 1939 po czym został zatopiony przez własną załogę po bitwie u ujścia La Platy. Po tej porażce dowództwo Kriegsmarine czasowo wstrzymało działania ciężkich okrętów, zastępując je krążownikami pomocniczymi.
Zarówno Brytyjczycy, jak i Niemcy sięgnęli tu do rajderów, znanych z I wojny światowej, z tą jednak różnicą, że Kriegsmarine zaczęła wykorzystywać w tym celu – zamiast łatwo rozpoznawalnych statków pasażerskich – średniej wielkości, ale za to szybkich frachtowców, uzbrojonych w działa 150 mm, torpedy, działka przeciwlotnicze, a nawet samoloty Arado Ar 196. Nie nosiły one jawnie bandery niemieckiej. Niemieckie rajdery zatopiły w okresie 1940–1941 97 alianckich statków handlowych i 2 krążowniki. Późniejsze próby, w latach 1942–1943, były prowadzone na znacznie mniejszą skalę i strona brytyjska uznała zagrożenie z ich strony za jedynie „niedogodność”.
Podczas tej operacji „Scharnhorst”, „Gneisenau” i 4 niszczyciele napotkały 8 czerwca 1940 roku lotniskowiec HMS „Glorious” w eskorcie 2 niszczycieli. Wszystkie brytyjskie okręty zostały zatopione. Było to pierwsze większe starcie alianckich i niemieckich sił nawodnych.

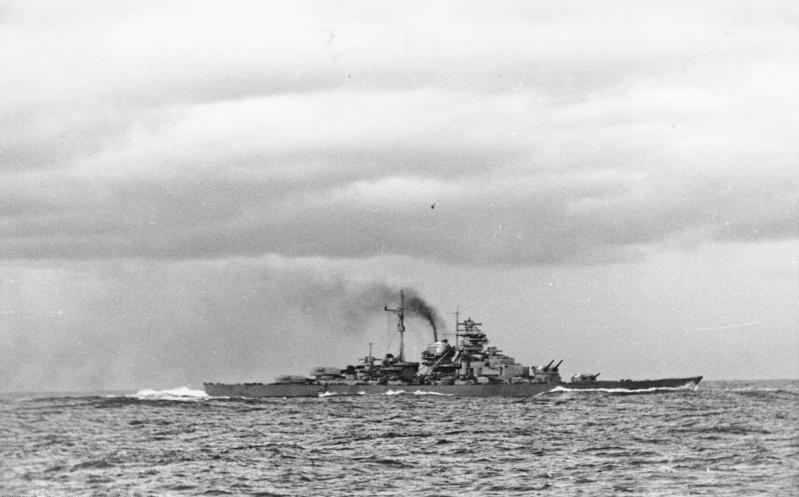
Pancernik „Bismarck” w walce z HMS „Hood”

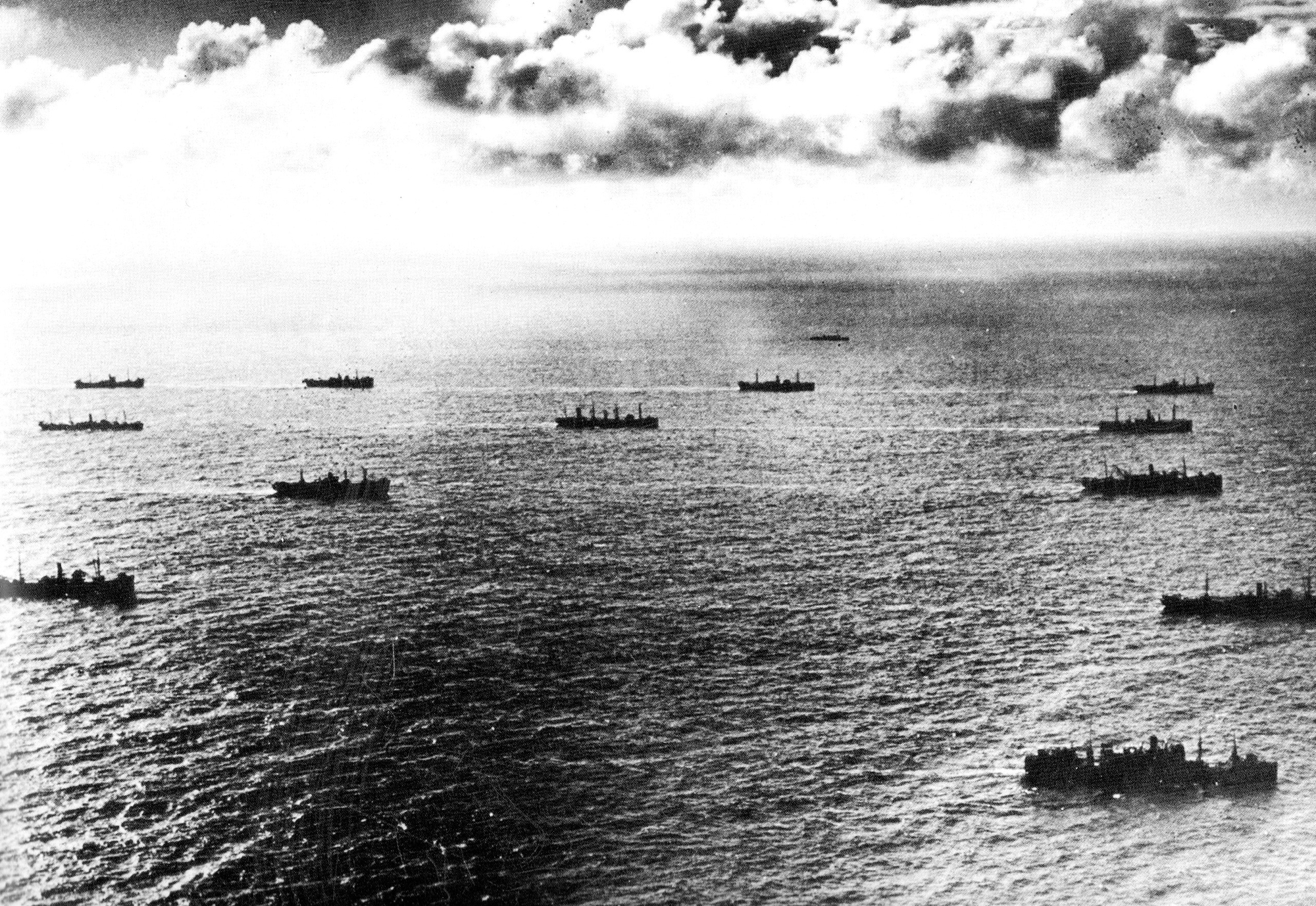
Konwój atlantycki widziany z lotu ptaka, 1944 rok

W związku zaangażowaniem oraz z ciężkimi stratami, jakie nawodna flota niemiecka poniosła w toku inwazji na Norwegię, czasowo działania przeciw żegludze alianckiej podejmowały wyłącznie krążowniki pomocnicze. Jednak po sukcesach „Scharnhorsta” i „Gneisenaua” 18 maja 1941 roku port w Gdyni (Gotenhafen) opuściły pancernik „Bismarck” i krążownik ciężki „Prinz Eugen”, o czym wywiad brytyjski dowiedział się dwa dni później. Okręty niemieckie skierowały się do jednego z fiordów w okolicach Bergen, skąd wyszły w nocy z 21 na 22 maja kierując się początkowo na północ, a następnie na zachód i południe, by opłynąwszy – przez Cieśninę Duńską – Islandię, wyjść na środkowy Atlantyk. Mimo mgły panującej na granicy pól lodowych okrętom brytyjskim udało się 23 maja wykryć zespół niemiecki na zachód od wybrzeży Islandii.
24 maja rano „Bismarck” odniósł swe pierwsze i jedyne zwycięstwo, zatapiając krążownik liniowy HMS „Hood”, który zatonął wraz z całą niemal załogą, po czym cała flota brytyjska rozpoczęła polowanie, zakończone 27 maja samozatopieniem niezdolnego do walki niemieckiego pancernika.
Uszkodzony „Prinz Eugen” wrócił do Brestu i na tym skończyły się większe akcje ciężkich okrętów nawodnych Kriegsmarine na Atlantyku, z wyjątkiem kilku nielicznych akcji skierowanych przeciwko konwojom płynącym do Murmańska w roku następnym.
Kriegsmarine dysponowała jeszcze znacznymi siłami nawodnymi: na Bałtyku stacjonowały „Tirpitz”, „Admiral Scheer”, „Admiral Hipper”, cztery krążowniki i pewna liczna niszczycieli, zaś w Breście „Scharnhorst”, „Gneisenau” i „Prinz Eugen”. Te ostatnie – narażone na alianckie bombardowania – postanowiono, decyzją Hitlera, przerzucić do fiordów norweskich, skąd miały atakować konwoje ze sprzętem wojennym dla Związku Sowieckiego. W ten sposób doszło do realizacji operacji Cerberus, czyli przejścia tego zespołu okrętów przez kanał La Manche w dniach 11–12 lutego 1942 roku, co w Wielkiej Brytanii uznano za klęskę. Londyński „Times” pisał: „Od XVII wieku na wodach przybrzeżnych nie wydarzyło się nic, co w większym stopniu upokorzyłoby dumę morskiej potęgi”. W rzeczywistości był to odwrót: ciężkie okręty niemieckie nie miały odtąd zagrażać wodom otwartego Atlantyku, tym więcej, że w nocy z 27 na 28 marca 1942 roku przy użyciu brytyjskiego niszczyciela HMS „Campbeltown” zniszczono wrota największego na kontynencie suchego doku w porcie St. Nazaire, jedynego, w którym mógłby zmieścić się „Tirpitz”.
Przez następne trzy lata, aż do momentu zatopienia w listopadzie 1944 roku, nieustannym zagrożeniem dla konwojów na szlakach arktycznych był „Tirpitz”. Przez sam fakt istnienia wiązał poważną liczbę ciężkich okrętów Wielkiej Brytanii i Stanów Zjednoczonych. Każdy konwój do Związku Radzieckiego i z powrotem musiał mieć silne ubezpieczenie pancerników zdolnych do spotkania z „Tirpitzem”.

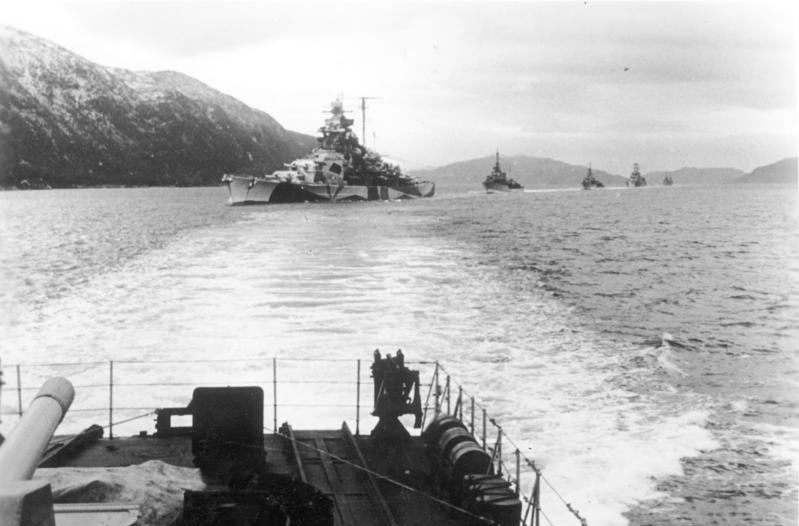
„Tirpitz” w drodze koło norweskiego wybrzeża eskortowany przez flotyllę niszczycieli, październik 1942

Pancernik wziął udział w trzech operacjach. W marcu 1942 roku „Tirpitz” pod eskortą niszczycieli próbował przechwycić konwoje PQ-12 i QP-8 w operacji Sportpalast. Pancernik nie wytropił konwojów, choć podszedł do nich dosyć blisko, a zespół niemiecki zdołał zatopić jeden samotny statek. W lipcu 1942 roku pancernik wyszedł w morze przeciwko konwojowi PQ-17. Dzień wcześniej admiralicja brytyjska, która otrzymała z rozszyfrowanych depesz radiowych wiadomość o planowanym wyjściu w morze sił niemieckich, podjęła decyzję o rozproszeniu konwoju, aby uratować go przed zniszczeniem przez „Tirpitza”. Na skutek tego wiele osamotnionych statków stało się łatwym łupem niemieckiego lotnictwa i okrętów podwodnych. Doceniając sukcesy tych działań, Niemcy zawrócili „Tirpitza” do portu. Okazało się, że sama obecność pancernika i groźba jego wyjścia w morze stała się bezpośrednią przyczyną dużych strat poniesionych przez aliantów. We wrześniu 1943 roku pancernik wziął udział w niemieckim ataku na Svalbard. Ostrzelanie przez pancernik instalacji na lądzie było jedyną akcją bojową pancernika podczas wojny.
Brytyjczycy podjęli serię prób zatopienia okrętu różnymi metodami, używając między innymi samolotów z lotniskowców i miniaturowych okrętów podwodnych, kilkakrotnie uszkadzając okręt i stopniowo obniżając jego wartość bojową. We wrześniu 1943 sześć miniaturowych okrętów podwodnych typu „X” dokonało ataku na niemieckie ciężkie okręty nawodne zgromadzone w fiordzie Altafiord. Ładunki wybuchowe podłożone pod „Tirpitza” spowodowały jego ciężkie uszkodzenie.

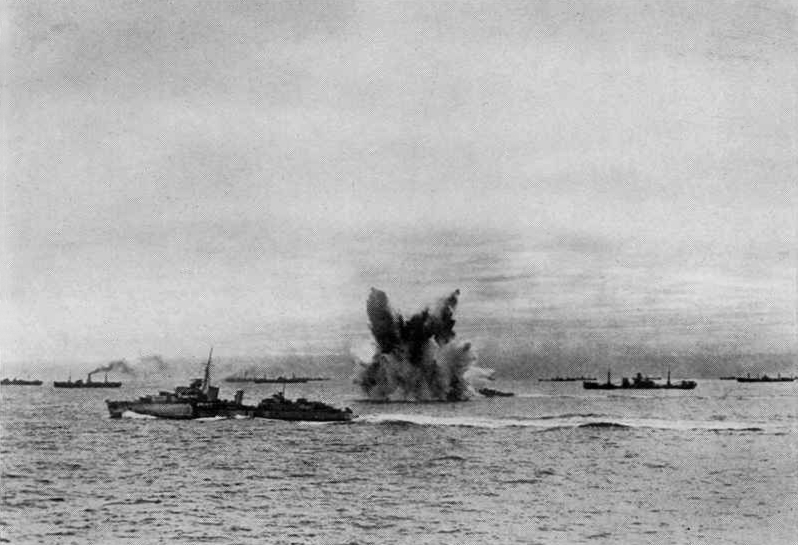
Wybuch bomby rzuconej przez bombowiec Junkers Ju 88 podczas niemieckiego ataku lotniczego na konwój PQ-18 zmierzającego do portu w Murmańsku, 14 września 1942 roku

Pełny sukces osiągnięto jednak dopiero 12 listopada 1944 roku używając ciężkich bombowców typu Lancaster uzbrojonych w ciężkie bomby Tallboy ważące 5,45 tony. Po trafieniu dwiema bombami tuż w pobliżu burty, okręt szybko zatonął.
Alianci niepokoili się obecnością w fiordach norweskich niemieckich okrętów nawodnych, przede wszystkim (oprócz „Tirpitza”) „Scharnhorsta”. Obawy te nie były bezpodstawne. 25 grudnia 1943 roku „Scharnhorst” w osłonie pięciu niszczycieli wyruszył w morze w celu zaatakowania konwojów JW-55B i RA-55A. Rozkaz wyjścia został jednak przechwycony przez Brytyjczyków. Następnego dnia, z powodu złej pogody, niszczyciele zawróciły, pozostawiając „Scharnhorsta” samego. Wkrótce natknął się on na krążowniki HMS „Belfast”, „Norfolk” i „Sheffield”. Po krótkiej wymianie salw został zniszczony radar niemieckiego pancernika, nie był więc w stanie prowadzić celnego ognia. Dowódca wydał rozkaz płynięcia na północ, jednak koło godziny 12 zawrócił na południe. Liczył, że uda się bezpiecznie dopłynąć do Norwegii. Z powodu braku radaru i bardzo złej pogody nie wiedział, że przez cały czas jest śledzony przez brytyjskie okręty i płynie w pułapkę. O 16:47 eskorta konwoju, w skład której wchodził m.in. pancernik HMS „Duke of York”, rozpoczęła ostrzał. O 18:20 salwa z „Duke of York” trafiła w maszynownię, co przypieczętowało los okrętu. Ostrzelany i storpedowany „Scharnhorst” zatonął.
W roku 1945 niemal wszystkie wielkie nawodne okręty niemieckie skierowane zostały na Bałtyk i nie wzięły już udziału w ostatnich zmaganiach bitwy o Atlantyk.
Floty alianckie przez cały okres wojny morskiej znajdowały się w aktywnej defensywie. Royal Navy starała się osiągnąć panowanie na morzach, ale celu tego nie osiągnęła. Od początku starała się blokować drogi wyjściowe z Morza Północnego utrzymując dwie flotylle: jedną w Scapa Flow na Orkadach i drugą na południu Anglii z zadaniem zamknięcia kanału La Manche. Blokada taka nie była jednak skuteczna, bowiem okręty niemieckie – korzystając ze złych warunków pogodowych – przerywały ją i wychodziły na ocean. Gdy Admiralicja dowiadywała się, że na Atlantyku pojawił się niemiecki rajder, rzucała w pościg znaczną liczbę okrętów, osłabiając zespoły blokadowe. I tak celem przechwycenia pancernika kieszonkowego „Admiral Graf Spee” wysłano w morze 9 zespołów, w skład których wchodziły 23 okręty.

### Nieograniczona wojna podwodna

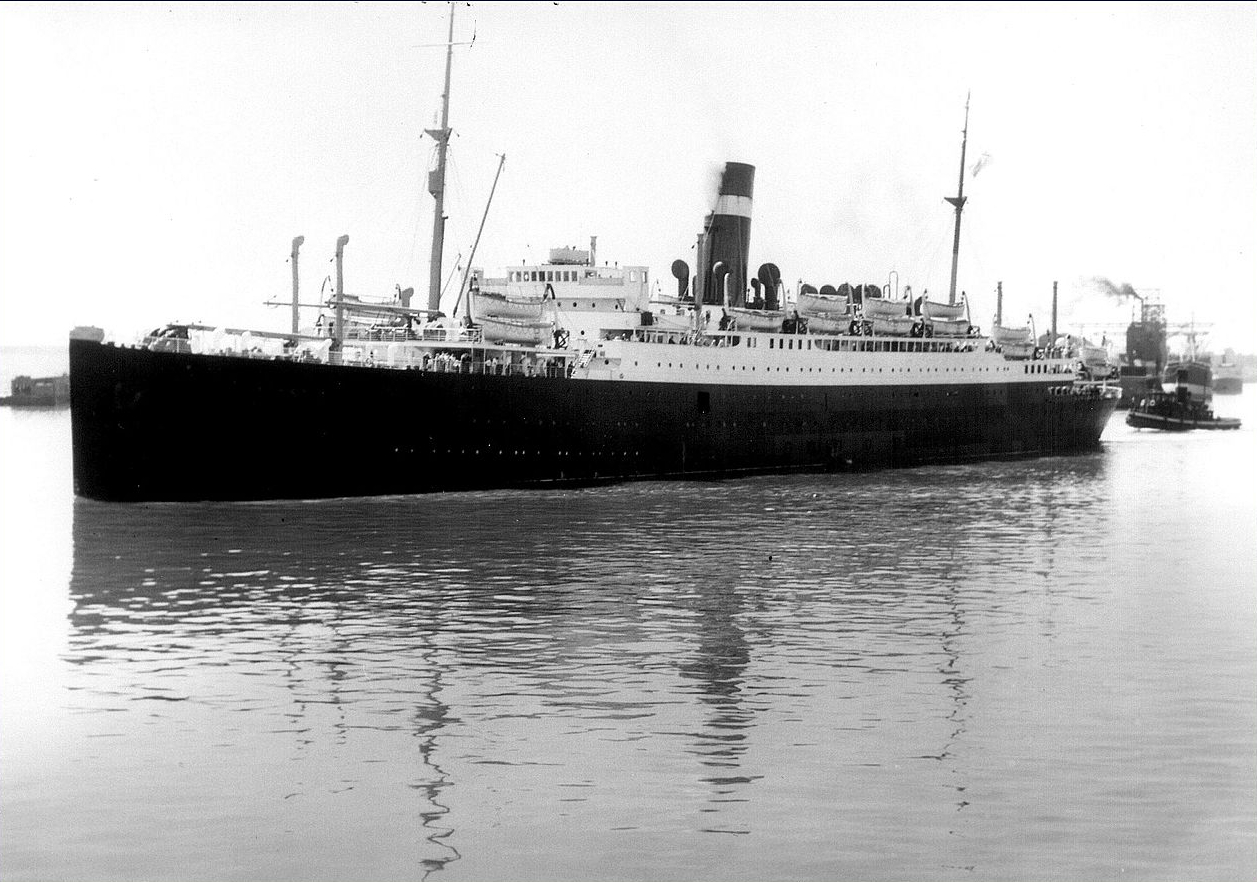
SS „Athenia”

3 września 1939 roku, dowodzony przez Fritza-Juliusa Lempa U-30, o godzinie 21:42 storpedował angielski pasażersko-towarowy parowiec s/s „Athenia”. Z uwagi na fakt że wszystkie dokumenty U-30 świadczące o ataku na „Athenię” zostały zniszczone zaraz po powrocie U-30 z patrolu, a sam Lemp nie przeżył wojny, nie jest wiadome jakie były prawdziwe przyczyny tego ataku, jednakże faktem jest że zarówno przed, jak i po ataku, obaj niemieccy dowódcy floty kilkakrotnie wysyłali do okrętów rozkazy bezwzględnego przestrzegania prawa międzynarodowego. Niemieccy dowódcy nie kierowali się jednak względami humanitarnymi, wiedzieli bowiem że na dłuższą metę nie jest możliwe prowadzenie wojny podwodnej zgodnie z regułami traktatowymi, jeśli działania ich okrętów mają być skuteczne. Podstawowym celem tymczasowego stosowania reguł prawnych była chęć nierozszerzania konfliktu zbrojnego na inne kraje, w tym przede wszystkim na Stany Zjednoczone. Co więcej zdawali sobie sprawę z tego, że prędzej czy później statki zostaną uzbrojone bądź będą konwojowane, co uczyni obwarowania prawne bezprzedmiotowymi. Tymczasem jednak, po zatopieniu „Atheni”, adm. Reader wysłał kolejny rozkaz do okrętów w morzu, zakazujący atakowania statków pasażerskich, nawet jeśli są eskortowane, niemiecki minister propagandy zaś – Joseph Goebbels, rozpoczął kampanię propagandową oskarżając Winstona Churchilla o zatopienie statku, celem sprowokowania Stanów Zjednoczonych do przystąpienia do wojny.
Niezależnie od sprawy „Athenii”, zamiarem zarówno OKM (Oberkommando der Marine), jak i samego Berlina, było prowadzenie nieograniczonej wojny podwodnej, a więc nie poddanej wymuszonym w 1930 przez Wielką Brytanię w celu ochrony jej własnych interesów regułom prawnym. Zmiana niemieckiego sposobu działania dokonywała się jednak stopniowo. W październiku 1939 roku, niemieckie okręty otrzymały instrukcje natychmiastowego zatapiania statków, które przy próbie zatrzymania, bądź po zatrzymaniu używają radia. W tym samym miesiącu, został całkowicie zniesiony obowiązek stosowania się do regulacji pryzowych na obszarze Morza Północnego i podejść do Bałtyku. Okręty niemieckie uzyskały możliwość ataku bez ostrzeżenia na statki uzbrojone lub zarejestrowane jako uzbrojone w wodach otaczających wyspy brytyjskie oraz poza 15°W, oraz na nieoświetlone statki w nocy. Zwolnienie ze stosowania prawa zostało następnie rozciągnięte na wszystkie statki zidentyfikowane jako należące do wroga, na przełomie zaś października i listopada, Hitler stopniowo zniósł zakaz atakowania statków pasażerskich, pod warunkiem że zostały pozytywnie zidentyfikowane jako należące do wroga. W tym samym czasie Dönitz zakazał używania dział okrętów podwodnych do zatapiania statków, nakazując używanie do tego celu wyłącznie torped. Pierwsze miesiące wojny dowiodły, że okręty podwodne są nadal skutecznym orężem. Z 53 statków alianckich zatopionych we wrześniu 1939 roku aż 41 zatopiły U-Booty.
Założeniem niemieckiej wojny morskiej, było odcięcie Wielkiej Brytanii od dostaw niezbędnych jej materiałów, toteż niemiecka propaganda kierowana do państw neutralnych, starała się wytworzyć wśród nich wrażenie że handel ze Zjednoczonym Królestwem jest samobójczo niebezpieczny. 24 listopada 1939 roku, niemiecki rząd wystosował jednak oficjalne ostrzeżenie, że bezpieczeństwo statków neutralnych w wodach dookoła wysp brytyjskich oraz wybrzeża francuskiego nie może być dłużej gwarantowane. Na przełomie listopada i grudnia 1939 roku, Dönitz wydał nowe rozkazy do dowódców U-Bootów, podkreślające odejście od regulacji prawnych:

Nie ratujcie nikogo i nie zabierajcie ze sobą nikogo. Nie troszczcie się o łodzie statków. Warunki pogodowe i odległość od lądu nie mogą być brane pod uwagę. Dbajcie tylko o swój okręt i dążcie do osiągnięcia następnego sukcesu tak szybko jak to tylko możliwe! Musimy być twardzi podczas tej wojny. Wróg rozpoczął wojnę w celu zniszczenia nas, więc nic innego nie jest ważne.

Bezpośrednią przyczyną wydania takiego rozkazu, były powtarzające się przypadki zabierania na pokład rozbitków, co zagrażało bezpieczeństwu U-Bootów na powierzchni. Rodząca się stopniowo aż do przełomu lat 1939–1940 nieograniczona wojna podwodna, została sformalizowana przez Adolfa Hitlera 15 kwietnia 1940 roku, kiedy kanclerz III Rzeszy zadekretował „blokadę Wielkiej Brytanii”. Dekret był skierowany przede wszystkim do państw neutralnych, lecz aby blokada była prawnie skuteczna, musi być efektywna. Tymczasem U-Bootwaffe dysponowała zbyt małą do tego flotą okrętów.
W rzeczywistości Trzecia Rzesza była zupełnie nieprzygotowana do prowadzenia wojny morskiej, z którego to powodu Niemcy musieli – już po raz drugi w XX wieku – uciekać się do walki za pomocą tanich, masowo produkowanych okrętów podwodnych. Niemieckie U-Booty były zmodernizowanymi okrętami z czasu I wojny światowej. Podstawowym U-Bootem II wojny światowej był wypierający 760 ton okręt typu „VIIC”, stanowiący w rzeczywistości nieco ulepszoną i powiększoną wersję okrętów, jakie weszły do służby w 1917 roku.

Miesięczne straty w sojuszniczych i neutralnych statkach spowodowane operacjami niemieckich U-Bootów podczas II wojny światowej

Jakkolwiek Niemcy dopracowywali swoją taktykę zwalczania alianckiej żeglugi, zwłaszcza opracowaną na wiele lat przed wojną taktykę „wilczych stad” oraz wprowadzili wiele nowinek technicznych, w tym torpedy zygzakujące i naprowadzane akustycznie, nie byli jednak w stanie przeciwstawić się prowadzonym z olbrzymim rozmachem alianckim działaniom przeciwpodwodnym. Stało się tak zwłaszcza z powodu niewystarczającego wsparcia działań okrętów podwodnych przez lotnictwo rozpoznawcze oraz słabego tempa unowocześniania floty. W efekcie, gdy w połowie 1944 roku niemieckie stocznie zaczęły budować stanowiące diametralnie nową jakość w dziedzinie okrętów podwodnych jednostki typu XXI, było już zbyt późno, by okręty, które wyznaczyły powojenny kierunek rozwoju broni tej klasy, mogły wpłynąć na ostateczny rezultat działań wojennych. Mimo tego, od sierpnia 1942 do maja 1945 roku, U-Bootwaffe była w stanie zatopić jeszcze około tysiąca alianckich statków o łącznej pojemności 5,7 miliona BRT. Ostateczny więc wynik prowadzonej przez Niemcy „wojny tonażowej” wyniósł około 3 tysięcy zatopionych statków wszystkich typów o ogólnym tonażu około 15 milionów BRT.
Na uwagę zasługują dwa zjawiska, które pojawiły się w trakcie drugiej wojny światowej. Pierwszym z nich było zwalczanie okrętów podwodnych za pomocą własnych okrętów podwodnych. W trakcie tej wojny kilkadziesiąt okrętów podwodnych zostało zatopionych przez inne okręty podwodne (w tym 58 okrętów należących do państw „Osi”). Co prawda niemal wszystkie zostały zatopione w chwili, gdy płynęły na powierzchni, a więc okręt podwodny przeciwnika atakując je działał w normalnej dla siebie roli przeciwokrętowej, jednakże sam fakt podjęcia działań z zakresu zwalczania okrętów podwodnych przez jednostki tej samej klasy, stanowił zwiastun przyszłej podstawowej roli tych okrętów, która na dobre wykształciła się w trakcie zimnej wojny. W trakcie drugiej wojny światowej zanotowano tylko jeden przypadek skutecznego ataku okrętu podwodnego na inny okręt podwodny płynący w zanurzeniu – 9 lutego 1945 roku, zanurzony brytyjski HMS Venturer zatopił płynący również w zanurzeniu niemiecki U-864. Alianckie jednostki podwodne zatopiły 22 niemieckie oraz 18 włoskich okrętów podwodnych.

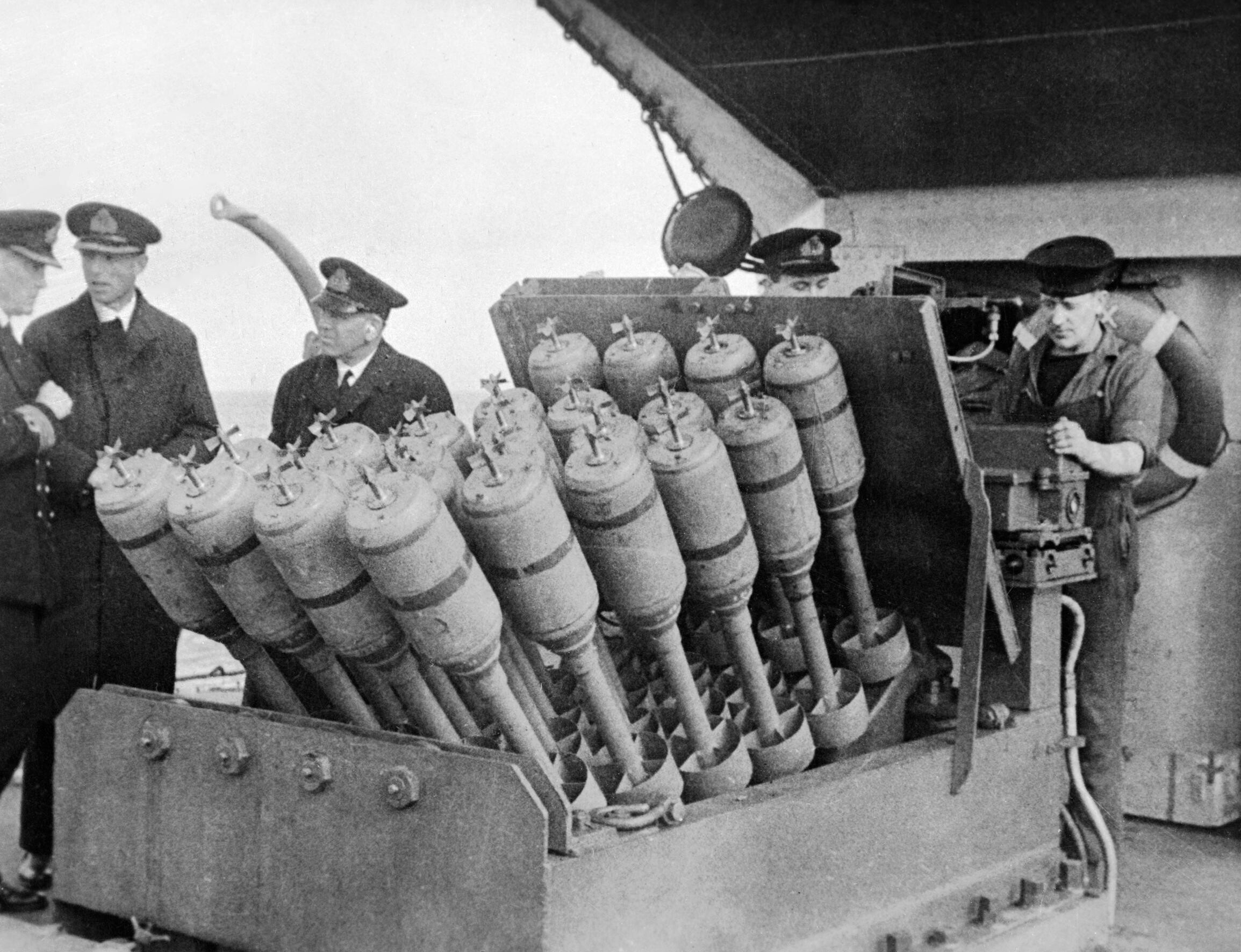
Hedgehog, skuteczna broń przeciwpodwodna

Na każdym teatrze działań morskich w drugiej wojnie światowej okręty podwodne odgrywały pierwszoplanową rolę, zwłaszcza zaś sowieckie i niemieckie okręty podwodne na wodach dalekiej Północy, niemieckie na Atlantyku, zaś brytyjskie, niemieckie i włoskie na Morzu Śródziemnym.
Najważniejsze wśród niemieckich morskich szlaków transportowych były te łączące Niemcy ze Szwecją i Norwegią, a ich ochrona była głównym zadaniem defensywnym niemieckiej floty. Po sukcesie niemieckiej inwazji na Norwegię Kriegsmarine rozpoczęła operacje konwojowe wzdłuż norweskiego wybrzeża. Były to małe konwoje, złożone z trzech do sześciu statków eskortowanych przez kilka torpedowców, trawlerów i lekkich samolotów. Brytyjska flota podwodna usiłowała przerwać komunikację morską między Niemcami a źródłami ich zaopatrzenia, zarówno za pomocą ataków torpedowych, jak i stawiania pól minowych. Po niemieckiej inwazji na ZSRR, jednostki podwodne sowieckiej Floty Północnej rozpoczęły operacje podwodne przeciw niemieckiej żegludze w północnej Norwegii, wkrótce zaś do radzieckich okrętów w tym rejonie dołączyły jednostki brytyjskie operujące z baz sowieckich. Alianckie operacje przeciw niemieckiej żegludze na dalekiej północy kosztowały Niemców stratę około 500 tys. ton ładunku. W latach 1942–1944 sowieckie okręty podwodne zatopiły jednak tylko 20 statków, o łącznym tonażu około 40 tys. BRT, przy około 1900 konwojowanych w tym czasie statków o ładowności 5,6 miliona ton. Niezależnie jednak od kilku spektakularnych sukcesów sowieckie operacje podwodne były bardzo nieefektywne. Ogólnie rzecz biorąc działania wszystkich alianckich okrętów podwodnych przeciwko niemieckiemu transportowi wojennemu były zarówno nieefektywne, jak i kosztowne (Związek Sowiecki stracił ponad 40 okrętów podwodnych, alianci zachodni zaś 16). Niemcy przeciwstawili siłom aliantów bardzo skuteczny system namierzania radiowego i dość silną eskortę konwojowanych statków.

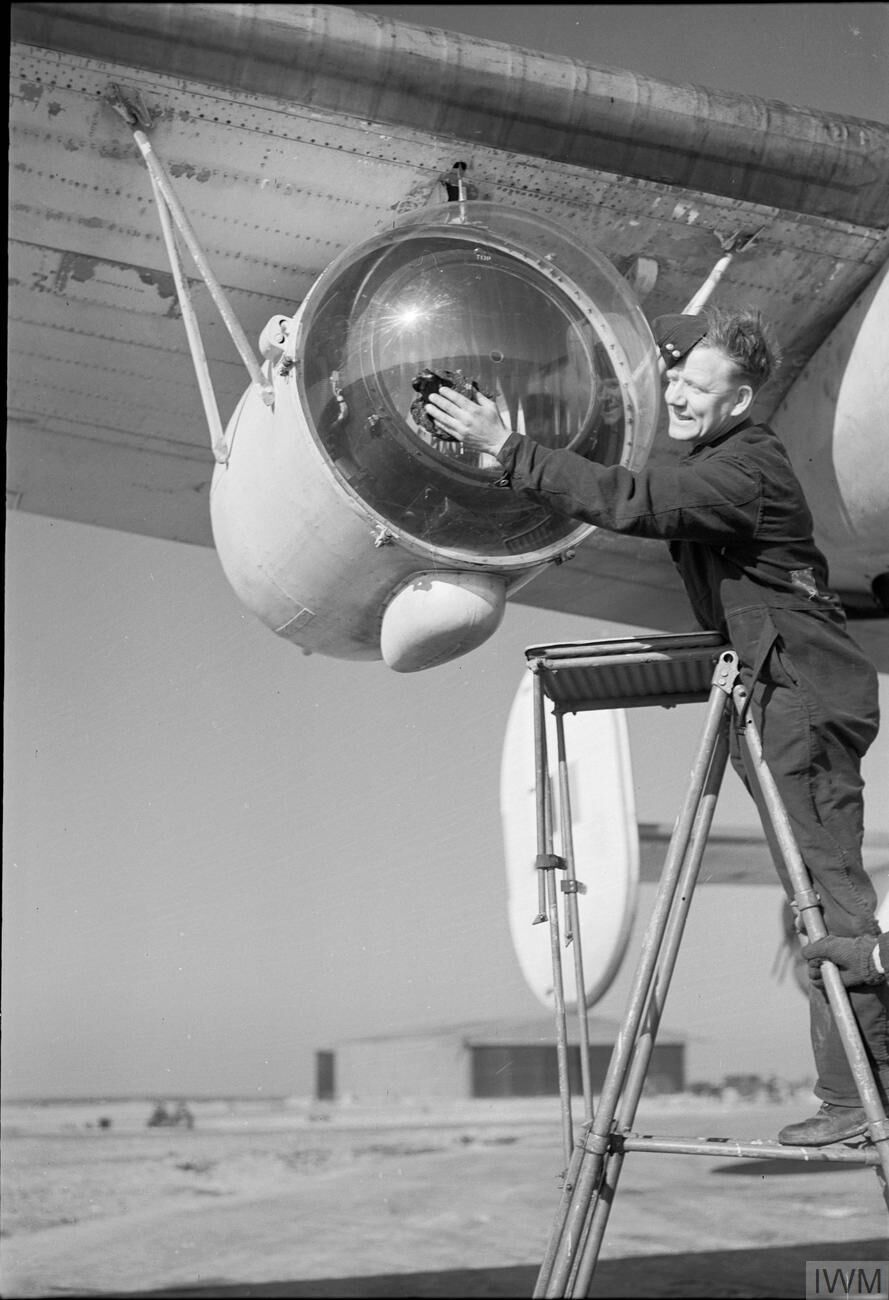
Reflektor Leigha zamontowany pod skrzydłem Liberatora należącego do RAF Coastal Command

Inny ważnym teatrem działań sił podwodnych było Morze Śródziemne. Operacje lądowe państw „Osi” w Afryce spowodowały, że niemieckie potrzeby w zakresie zaopatrzenia wynosiły około 100 tys. ton miesięcznie. W marcu 1942 roku niemiecki Afrika Korps otrzymał drogą morską 47 588 ton zaopatrzenia, a w kwietniu tego samego roku 150 389 ton. Ogólnie, flotom Niemiec i Włoch udało się skutecznie eskortować około 80% konwojowanych statków, tracąc przy tym w wyniku ataków okrętów podwodnych dwa krążowniki i siedem niszczycieli, podczas gdy siły zwalczania okrętów podwodnych państw „Osi” oraz miny, zatopiły w tej kampanii ponad 45 alianckich okrętów podwodnych.
W związku z niewystarczającą skutecznością bomb głębinowych, w roku 1942 alianci zaczęli wprowadzać inne bronie przeciwpodwodne, z których pierwszą był Hedgehog („jeż”). W odróżnieniu od bomb głębinowych, pociski „jeża” wystrzeliwane były przed dziób okrętu, więc atak mógł nastąpić szybciej i nie było również konieczności przepłynięcia nad pozycją okrętu podwodnego w celu zaatakowania go zrzutniami lub miotaczami bomb głębinowych znajdującymi się na rufie. Co więcej pociski „jeża” wybuchały tylko w przypadku uderzenia w okręt podwodny, można było więc, bez obawy utraty kontaktu, śledzić i atakować U-Boota aż do jego zatopienia.
Squid („kalmar”) był następcą „jeża” wprowadzonym pod koniec 1943 roku. Broń składała się z trzech sprzężonych moździerzy o kalibrze 305 mm. Lufy były ustawione tak, aby pociski wpadały w wodę tworząc trójkąt o średnicy ok. 37 m. Zasięg strzału był ustawiony na stałe na 250 m przed okrętem. Zazwyczaj moździerze Squid były montowane parami i strzelały jedną salwą w taki sposób, że 3 pociski wybuchały około 7,6 m (25 stóp) nad celem, a trzy tyle samo poniżej celu tworząc w falę miażdżącą kadłub okrętu podwodnego.
Obie te bronie znacznie zwiększyły skuteczność alianckich okrętów, przy czym był to wzrost z 85 zatopień w 5174 atakach (1,6%) dla bomb głębinowych, do 47 w 268 atakach (17,5%) dla Hedgehoga.
Reflektor Leigha (ang. Leigh light) to z kolei potężny (22 mln kandeli) reflektor mocowany na samolotach patrolowych, służący do oświetlania wynurzonego okrętu podwodnego i ułatwiający przeprowadzenie skutecznego ataku bombami głębinowymi w czasie ataków nocnych. Od czerwca 1942 roku samoloty patrolujące Zatokę Biskajską zaczęły być wyposażane w reflektor Leigha, który w połączeniu z radarem ASV stanowił bardzo skuteczną broń. Od jego wprowadzenia znacznie zwiększyły się straty niemieckich U-Bootów wyruszających i wracających z patroli na Atlantyku, do tego stopnia, że zaczęto się decydować na pokonywanie zagrożonego obszaru za dnia, kiedy to załoga U-Boota miała większe szanse na zobaczenie atakującego samolotu. U-Booty zaczęły być też uzbrajane w silniejszą broń przeciwlotniczą, co zmusiło RAF Coastal Command do wycofania swych samolotów 200 km na zachód. Losy bitwy o Atlantyk rozstrzygnęły jednak samoloty dalekiego zasięgu wyposażone w urządzenia radarowe pracujące na falach centymetrowej długości oraz samoloty z lotniskowców uzbrojone w nowoczesne torpedy akustyczne „Fido”, rakiety i ciężkie bomby głębinowe.

## Wojna minowa

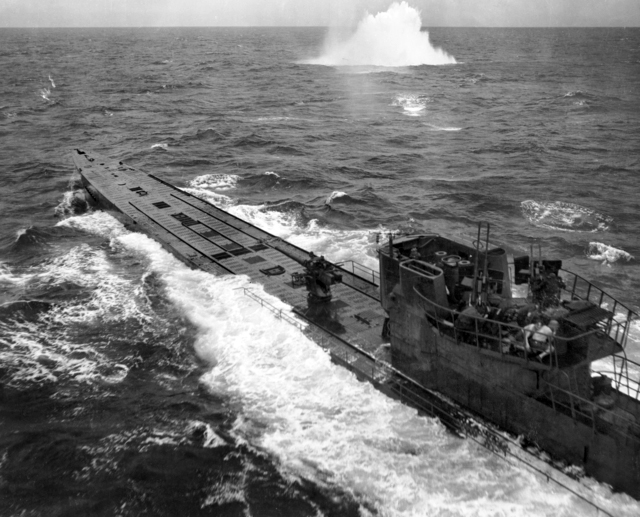
Niemiecki okręt podwodny U-848 atakowany przez aliancki samolot na Południowym Atlantyku, 5 listopada 1943 roku

Innym skutecznym sposobem walki z przybrzeżną komunikacją Brytyjczyków, stosowanym przez Niemców było stawianie pól minowych. Do tego celu wykorzystywano samoloty, U-Booty oraz niszczyciele. W efekcie tych działań alianci utracili tylko w 1939 roku 79 statków. W tych operacjach po raz pierwszy zastosowano miny magnetyczne.
Miny wzdłuż wybrzeży europejskich zaczęli też stawiać Brytyjczycy. Chociaż na tym wstępnym etapie działań wojennych RAF Coastal Command miało za mało samolotów, wyręczały je okręty nawodne. 4 marca 1940 roku niszczyciele HMS „Esk”, „Express”, „Icarus” i „Impulsive” postawiły 240 min na niemieckich przybrzeżnych szlakach żeglugowych. W trakcie jednej z pierwszych takich operacji miny postawione przez brytyjski okręt podwodny HMS „Salmon” ciężko uszkodziły dwa krążowniki niemieckie: „Leipzig” i „Nürnberg” osłaniające własne niszczyciele z ładunkiem min.
Na otwartym oceanie stawianie min było rzadkością, aczkolwiek na trasach konwojów samoloty niemieckie zrzucały od czasu do czasu dryfujące miny magnetyczne, licząc na zwiększenie zatopionego tonażu, nie wiadomo jednak ile statków padło ich ofiarą.
Wraz z eskalacją wojny ofensywa minowa obu walczących stron przybierała na sile, szczególnie u wybrzeży Wysp Brytyjskich, Norwegii i okupowanej Europy. W latach 1942–1945 celowało w tym lotnictwo alianckie. Zagrody minowe stosowano przede wszystkim na ograniczonych, zamkniętych oraz płytkich akwenach. Doskonałym tego przykładem było Morze Bałtyckie, na którym podczas wojny postawiono dużą ich liczbę. Przyczyniło się to do znacznego ograniczenia działań morskich na tym obszarze. Wszystkie strony konfliktu poniosły również z powodu ich postawienia znaczne straty.

## Działania lotnictwa

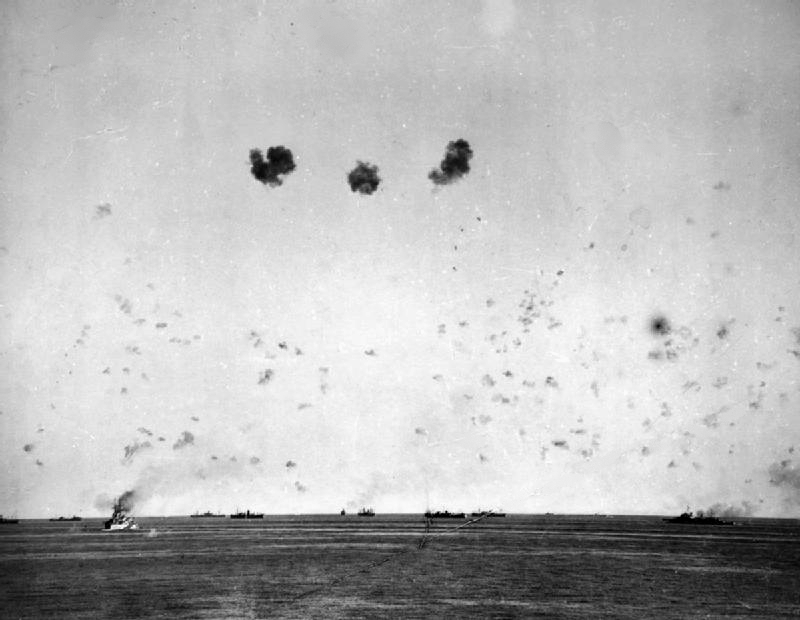
Maltański konwój transportujący zaopatrzenie na Maltę w ramach operacji Pedestal.

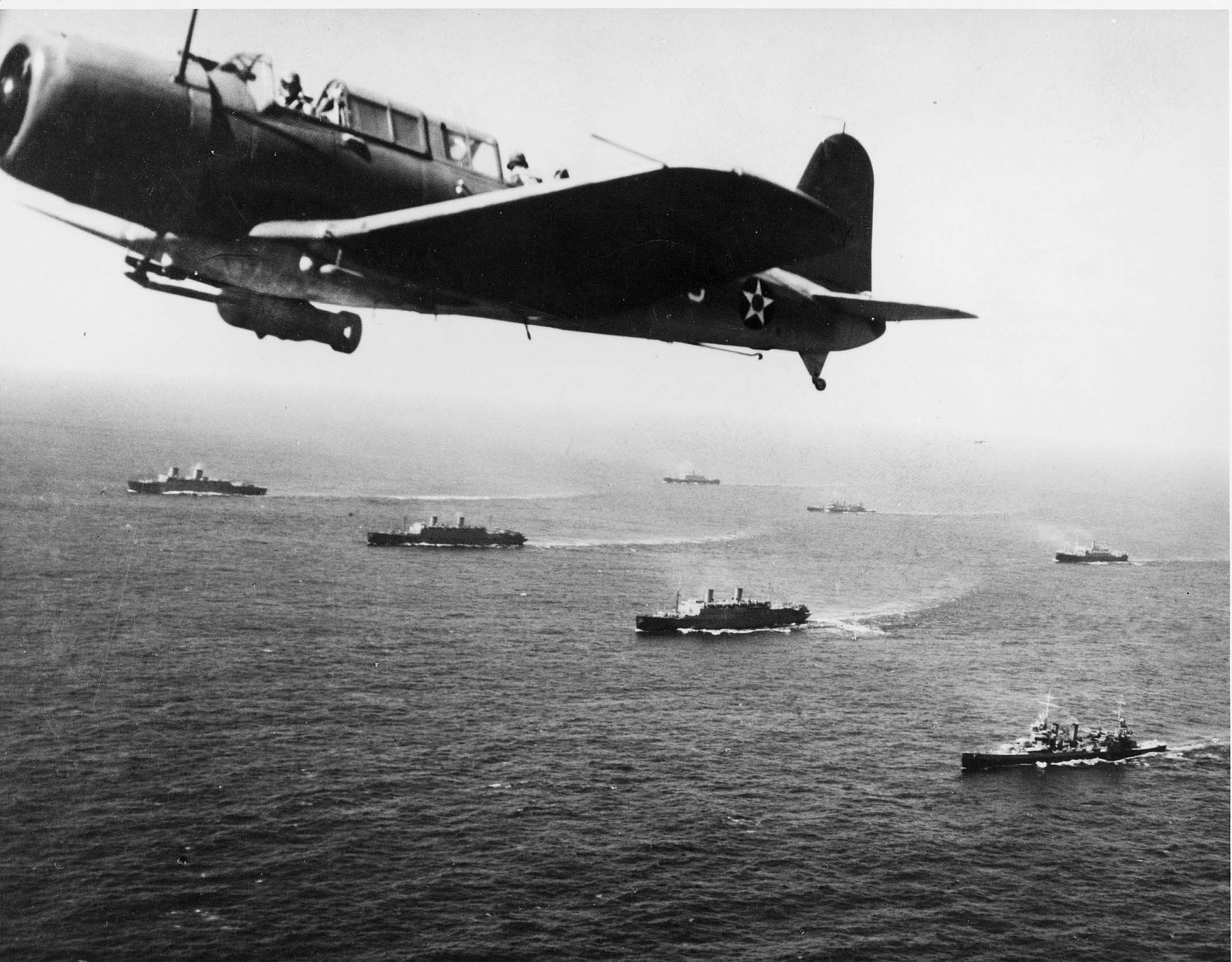
Amerykański bombowiec nurkujący SB2U Vindicator z lotniskowca USS „Ranger” podczas patrolu przeciwpodwodnego nad konwojem kierującym się do Kapsztadu. Ciężkie krążowniki, jeden widoczny po prawej stronie pierwszego rzędu i drugi w środku drugiego rzędu to odpowiednio USS „Vincennes” oraz USS „Quincy”. Zdjęcie wykonano 27 listopada 1941 roku.

Luftwaffe atakowała konwoje na Atlantyku wykorzystując samoloty rozpoznawcze Ar 196, bombowe i torpedowe dalekiego zasięgu Focke-Wulf Fw 200, Heinkel He 177 i Junkers Ju 290, a także bombowce średniego zasięgu startujące z baz w Norwegii. Alianci z czasem skutecznie zneutralizowali zagrożenie ze strony niemieckich bombowców wprowadzając do służby małe lotniskowce eskortowe i statki handlowe typu CAM (skrót od catapult aircraft merchant – statek handlowy wyposażony w katapultę) z myśliwcami Hurricane (w rejonach oddalonych od naziemnych lotnisk była to broń jednorazowego użytku, pilot po zakończeniu misji wyskakiwał na spadochronie, myśliwce były zazwyczaj już mocno wysłużone, lecz w pełni sprawne po przebyciu generalnego remontu). W okresie późniejszym zastąpiły je merchant aircraft carriers (MAC), pomocnicze lotniskowce eskortowe, które miały na pokładach po kilka zaledwie samolotów (z reguły nie miały hangarów), ale okazały się skuteczne w działaniach.
Sukcesy samolotów Luftwaffe w walce z konwojami brały się stąd, że powolne, pozbawione uzbrojenia przeciwlotniczego statki handlowe szły na dno po każdym niemal ataku. Ogrom strat powodował, że stocznie brytyjskie nie nadążały z remontami uszkodzonych i budową nowych statków. W tej sytuacji 6 marca 1941 roku Churchill proklamował „Bitwę o Atlantyk” i powołał do życia The Battle of Atlantic Committee, którego posiedzenia odbywały się odtąd co tydzień. Pierwszym zarządzeniem komitetu było wycofanie z sił zbrojnych 40 tysięcy ludzi, celem skierowania ich do pracy w stoczniach, gdzie planowano budowę nowych statków (100 tys. BRT).
W maju, podczas walk o Kretę, flota brytyjska – skutecznie atakowana przez samoloty Luftwaffe – poniosła znaczne straty. Uszkodzone zostały dwa pancerniki HMS „Warspite” i „Barham” (ten drugi zatonął w listopadzie, trafiony trzema torpedami U-Boota) i lotniskowiec „Formidable”, zatonęły 3 krążowniki i 6 niszczycieli, a poważnie uszkodzonych zostało dalszych 6 krążowników i 7 niszczycieli.
W omawianym okresie sytuacja aliantów w basenie Morza Śródziemnego stała się krytyczna. Flota brytyjska, po zaskakującym ataku włoskich żywych torped typu Maiale 19 grudnia na port w Aleksandrii, kiedy to zatopione zostały pancerniki HMS „Valiant” i „Queen Elizabeth”, nie była w stanie odbudować szybko strat, a głównym celem uderzeń sił niemiecko-włoskich stała się Malta. Przywódcy państw „Osi” z opóźnieniem zrozumieli, jak wielkie znaczenie ma ta wyspa – położona w połowie drogi między Gibraltarem a Aleksandrią – i rozpoczęli zmasowane naloty, które miały być przygotowaniem do desantu, do którego ostatecznie nie doszło. Ogromne znaczenie Malty było dwojakiego rodzaju: stanowiła port etapowy na drodze z Atlantyku do Kanału Sueskiego, a ponadto była bazą lotniczo-morską, w oparciu o którą alianci mogli atakować statki z zaopatrzeniem dla walczącego w pustyniach libijskich „Afrika Korps”.
Ruszające z Aleksandrii lub z Gibraltaru konwoje padały łupem samolotów włoskich i niemieckich, a wraz z nimi alianci tracili bezcenne okręty osłony. Charakterystycznym przykładem takiej akcji była operacja Harpoon w czerwcu 1942 roku, w której z sześciu transportowców doszły na Maltę tylko dwa, zatonęły dwa niszczyciele (HMS „Bedouin” i ORP „Kujawiak”), a 1 krążownik, 3 niszczyciele i 1 trałowiec doznały poważnych uszkodzeń. Sytuacja miała zmienić się na dobre dopiero w roku 1943, po uzyskaniu przewagi w powietrzu – i to na wszystkich odcinkach bitwy o Atlantyk – przez lotnictwo sprzymierzonych.
Samoloty alianckie zaczęto wyposażać w silne reflektory oraz magnetyczny system wykrywania MAD, przy pomocy którego można było zlokalizować U-Boota nawet na głębokości 100 metrów. W dodatku na uzbrojenie RAF-u i USAF trafiły pociski rakietowe do zwalczania okrętów podwodnych typu Retrorocket. Od początku 1943 roku cały północny Atlantyk znalazł się pod „parasolem” alianckiego lotnictwa dalekiego zasięgu.

## Operacje desantowe
Obok operacji obocznych, jak zajęcie Islandii i Grenlandii, czy kolejne rajdy na Lofoty i Svalbard, alianci dokonali w latach 1942–1944 kilku operacji desantowych. Wszystkie dopomogły w ostatecznym pokonaniu III Rzeszy.

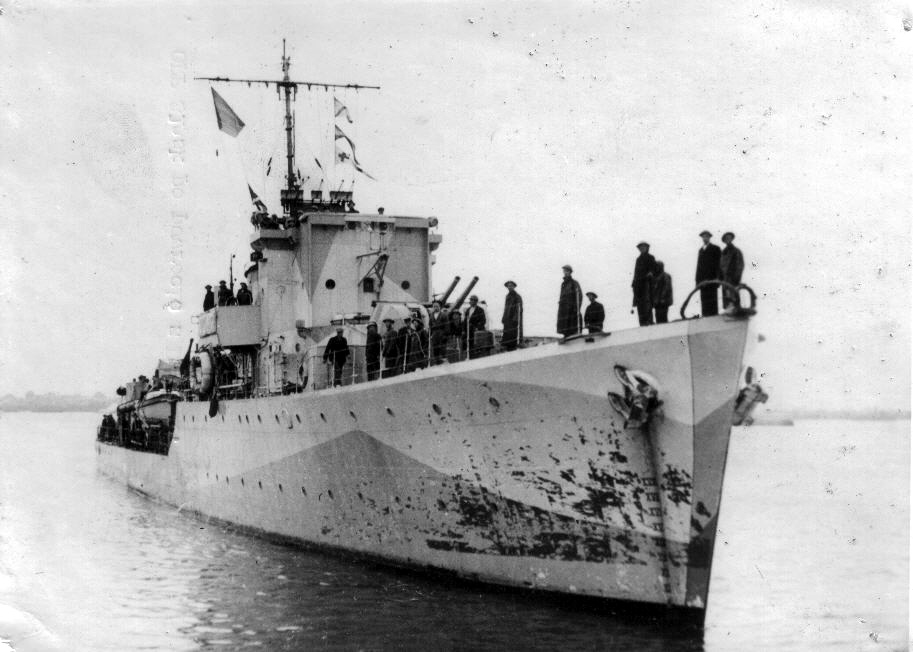
ORP „Ślązak” wraca spod Dieppe

Od początku 1942 roku Stalin naciskał na aliantów, by jak najszybciej utworzyli „drugi front” na zachodzie Europy. Skłaniał się ku temu Roosevelt i starał się przekonać negatywnie nastawionego Churchilla, który – by dowieść Amerykanom, że nie będzie to sprawa łatwa – wyraził w końcu zgodę na przeprowadzenie operacji Jubilee, czyli próbnego lądowania w okolicach miejscowości Dieppe we Francji. 9 lipca Hitler poinformował dowódcę obszaru operacyjnego „Zachód”, feldmarszałka Rundstedta, że według informacji wywiadu w najbliższym czasie należy spodziewać się desantu nieprzyjaciela gdzieś między Hawrem a Dieppe.
W rezultacie skutkiem podjętych w Londynie decyzji, 19 sierpnia kąpielisko nad brzegiem kanału La Manche stało się miejscem pierwszej operacji desantowej aliantów, w wyniku której atakujący stracili w ciągu kilku godzin 1179 zabitych i 2190 wziętych do niewoli, 1 niszczyciel, 33 barki desantowe i 114 samolotów. Desant pod Dieppe dowiódł, że bez potężnej floty desantowej, absolutnego panowania w powietrzu i bombardowań, otwarcia „drugiego frontu” nie da się zrealizować. Okazało się jednocześnie, że desant w obrębie silnie bronionego portu przyniesie tylko ogromne straty. Potwierdzona została opinia Churchilla, że inwazja na Europę jesienią 1942 roku jest wykluczona. Decyzję o lądowaniu na kontynencie przesunięto na wiosnę lub lato roku 1944.
Jednakże już 25 lipca, podczas konferencji w Londynie, zapadła decyzja o lądowaniu w Afryce Północnej, a dokładniej w Maroku Francuskim i w Algierii. Plan ten, nazwany operacją Torch, opracowały wspólnie sztaby brytyjski i amerykański.

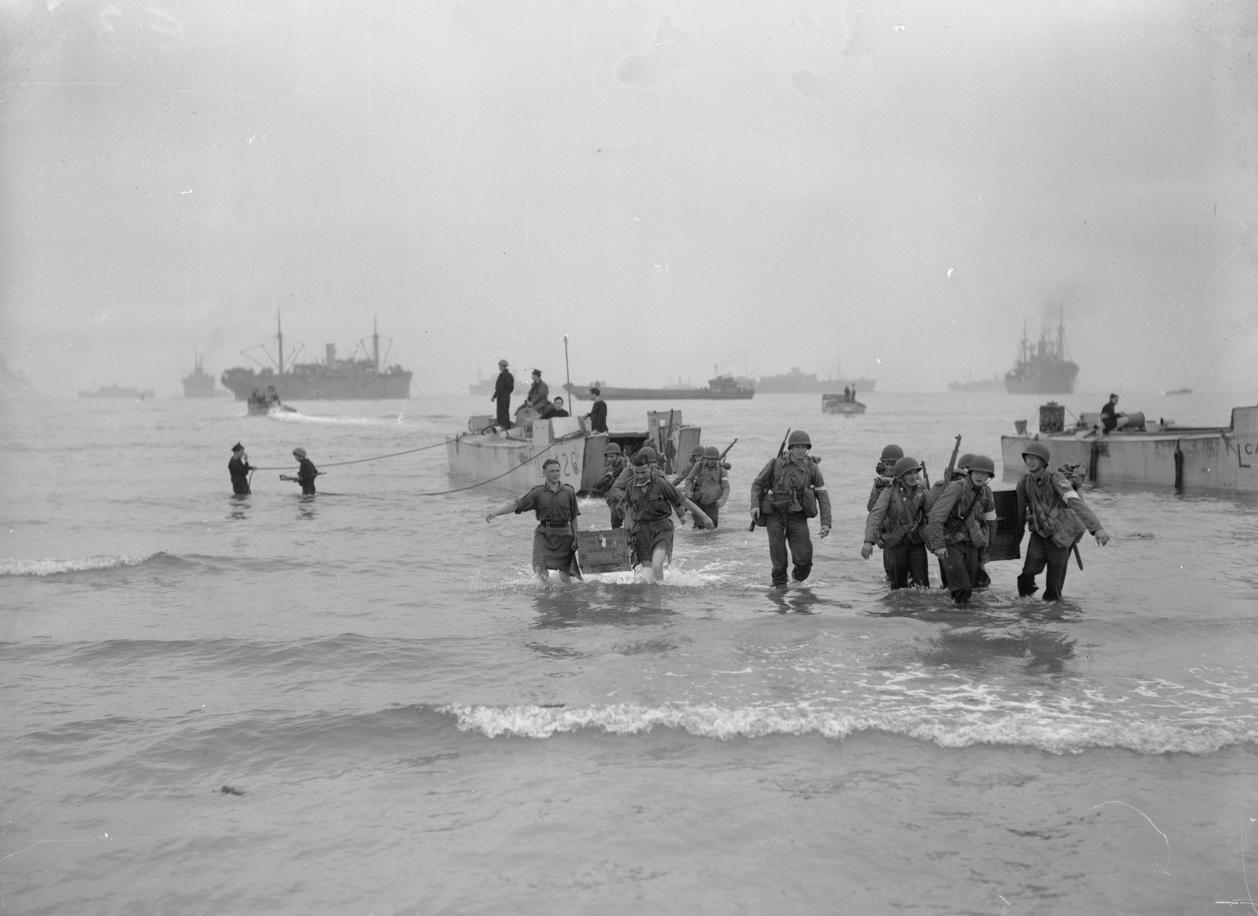
Amerykanie lądują pod Oranem

Dowódcą sił alianckich, które miały dokonać desantu w Afryce Północnej, został amerykański generał Dwight Eisenhower. Plan przewidywał lądowanie siłami 70 tysięcy wojsk lądowych wspieranych przez silną artylerię i jednostki pancerne oraz lotnictwo w Casablance, Algierze i Oranie, przy czym główną bazą zaopatrzeniową miał być Gibraltar. Głównym elementem powodzenia operacji było zachowanie jej w tajemnicy. Dzięki odwróceniu uwagi Niemców, którzy rzucili swe U-Booty na trasy konwojów do i z Sierra Leone, lądowanie odbyło się bez większych strat. W ten sposób otwarty został nowy front, który – przy udziale wojsk amerykańskich – miał wkrótce wyeliminować siły niemieckie walczące w Afryce Północnej i doprowadzić do uderzenia od południa na kontynent europejski. 13 maja 1943 roku skapitulowały siły niemiecko-włoskie w Afryce. Do niewoli dostało się 267 tys. żołnierzy, a wraz z nimi dowódca, generał Hans Jürgen von Arnim. Łączne straty państw Osi poniesione w kampanii afrykańskiej wyniosły 975 tysięcy żołnierzy, 624 okręty, 7600 samolotów, 2550 czołgów, 6200 dział i około 70 tysięcy samochodów.

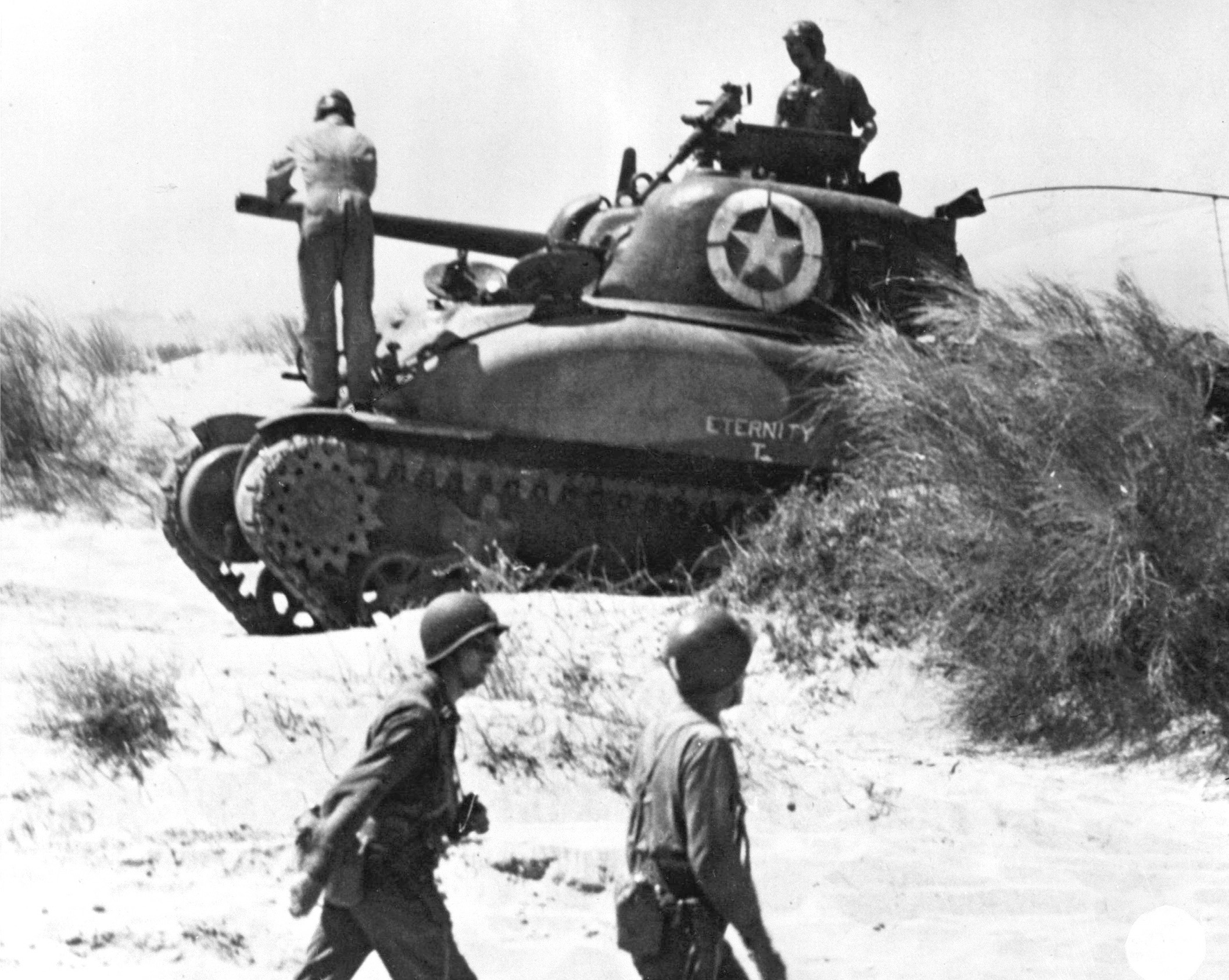
Amerykański Sherman po lądowaniu na Sycylii

Zwycięstwo aliantów w Afryce Północnej poważnie osłabiło Włochy, co umożliwiło operację desantową w tym kraju. Na miejsce desantu wybrano Sycylię. Operacja Husky rozpoczęła się 10 lipca 1943 roku. Mimo oporu sił Osi, aliantom udało się osiągnąć sukces. Na dodatek 25 lipca Wielka Rada Faszystowska odsunęła od władzy Benito Mussoliniego. Powołano nowy włoski rząd na czele którego stanął Pietro Badoglio. Dzięki Niemcom osłaniającym odwrót, siłom Osi udało się przetransportować na Półwysep Apeniński 100 tysięcy żołnierzy i ponad 10 tysięcy pojazdów różnego typu. Walki na Sycylii zakończyły się 17 sierpnia.
9 września 1943 roku nastąpiło lądowanie aliantów na południe od Neapolu, w obszernej zatoce koło Salerno, co zapoczątkowało kampanię włoską. Wraz z lądowaniami sił brytyjskich w południowych Włoszech (operacje Slapstick i Baytown), operacja miała na celu szybkie zajęcie terytorium tego państwa, po rozejmie między siłami Włoch i Aliantów zawartym 3 września i ogłoszonym 8 września. Pomimo braku oporu ze strony Włochów, lądowania napotkały silny opór wojsk niemieckich. Intensywne niemieckie kontrataki przez parę dni groziły nawet zniszczeniem sił alianckich na przyczółkach, zadając ciężkie straty lądującym oddziałom. Natarcia niemieckie zostały jednak odparte, głównie dzięki skutecznemu wsparciu artylerii okrętowej. 17 września Niemcy wycofali się na wcześniej przygotowane linie obronne na drodze do Rzymu.

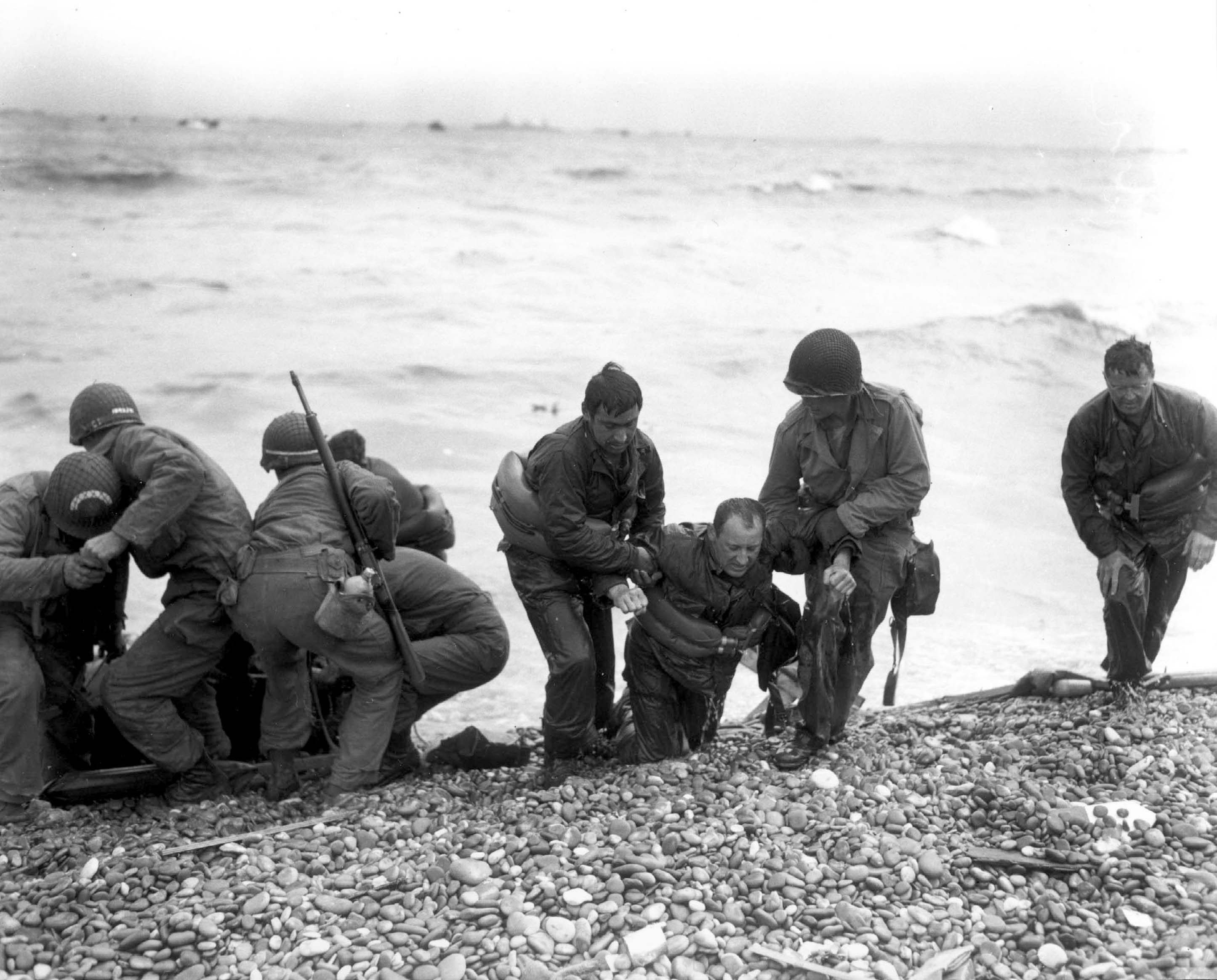
Straty na Omaha Beach

Lądowanie w Normandii (operacja Neptune) – wstępna faza operacji Overlord – to największa w historii pod względem użytych sił i środków operacja desantowa w historii wojen, mająca na celu otwarcie tzw. drugiego frontu w zachodniej Europie. Operacja została przeprowadzona we wtorek 6 czerwca 1944 roku pod dowództwem gen. Eisenhowera, a trzon sił inwazyjnych stanowiły wojska amerykańskie, brytyjskie i kanadyjskie. Składało się ono z dwóch faz: desantu powietrznego blisko 24 tysięcy spadochroniarzy i piechoty szybowcowej oraz desantu morskiego około 133 tysięcy żołnierzy piechoty i sił specjalnych. Inwazję poprzedziło bombardowanie plaż dokonane przez RAF i US Air Force (zrzucono ponad 9 tys. ton bomb). Wsparcia lądującym żołnierzom udzieliła także brytyjska i amerykańska flota (w sumie około 7 tys. jednostek pływających, w tym 1200 okrętów wojennych), od 5:30 ostrzeliwująca z dział umocnienia na brzegu. W sumie pierwszego dnia inwazji przez Kanał La Manche przerzucono około 156 tys. alianckich żołnierzy.
W tym okresie walk niemieckie jednostki niezdolne do przełamania silnej obrony alianckich konwojów, ponosiły ciężkie straty. Równocześnie, w związku z lądowaniem aliantów w Normandii, wzmogły aktywność niemieckie kutry torpedowe, żywe torpedy i motorówki wybuchowe, atakujące w kanale La Manche okręty floty inwazyjnej i konwoje z zaopatrzeniem dla wojska, ale – wobec rosnącej przewagi aliantów – zakończyły ostatecznie swą działalność po odniesieniu niewielkich sukcesów (największym było uszkodzenie krążownika ORP „Dragon”).

## Udział Polaków w bitwie o Atlantyk
Marynarka Wojenna. W operacjach morskich na Atlantyku uczestniczyły również polskie okręty. Eskortowały one łącznie 787 konwojów, brały udział w wielu operacjach i setkach patroli m.in. 26 października 1940 niszczyciel ORP „Burza” uratował 254 rozbitków z zatopionego brytyjskiego transportowca „Empress of Britain”. 25 grudnia 1941 niszczyciele ORP „Kujawiak” i ORP „Krakowiak” uczestniczyły w rajdzie na Lofoty. Niszczyciel ORP „Piorun” uczestniczył w operacji zatopienia pancernika „Bismarck”. 22 lutego 1943 niszczyciel ORP „Burza” uczestniczył w zatopieniu na Północnym Atlantyku U-606. W marcu 1944 ORP „Garland” na Morzu Śródziemnym zatopił U-407. 8 października 1943 w rejonie Islandii od torpedy akustycznej wystrzelonej przez U-378 zatonął niszczyciel ORP „Orkan”. W bitwie o Atlantyk brały również udział polskie statki handlowe. Uczestniczyły w konwojach i wszystkich ważniejszych operacjach desantowych, ponosząc przy tym ciężkie straty, np. w operacji norweskiej wzięły udział statki: MS „Batory”, MS „Sobieski” i MS „Chrobry” (ten ostatni w nocy na 15 maja 1940 zatonął od bomb). Idąc w konwojach atlantyckich zostały storpedowane SS „Częstochowa” i SS „Zagłoba”. SS „Wisła” trzykrotnie ratowała rozbitków ze storpedowanych jednostek alianckich.
Działania marynarzy polskich w konwojach i bitwach morskich na Oceanie Atlantyckim zostały upamiętnione na Grobie Nieznanego Żołnierza w Warszawie, napisem na jednej z tablic po 1990 r. – „ATLANTYK 9 IX 1939 – 8 V 1945”.
Polskie Siły Powietrzne. Polskie dywizjony myśliwskie w okresie 1942−1943 uczestniczyły w bitwie o Atlantyk; 317 dywizjon osłaniał liczne konwoje przed atakami Luftwaffe, głównie na Morzu Północnym. 19 sierpnia 1942 1 Polskie Skrzydło Myśliwskie (dywizjony: 302, 303, 306, 308 i 317) wspierało desant wojsk pod Dieppe we Francji. W ciągu jednego dnia dywizjony wykonały 224 loty i strąciły 15 samolotów niemieckich na pewno i 5 prawdopodobnie (najlepsze wyniki osiągnięte w tej operacji w całym RAF). 31 grudnia 1942 polscy piloci myśliwscy zestrzelili pięćsetny samolot niemiecki w okresie pobytu w Wielkiej Brytanii. 2 kwietnia 1945 roku lotnicy z 304. Dywizjonu Bombowego zatopili U-321.
Działania lotników polskich w walkach powietrznych na Oceanie Atlantyckim zostały upamiętnione na Grobie Nieznanego Żołnierza w Warszawie, napisem na jednej z tablic po 1990 r. – „BITWA O ATLANTYK 10 V 1942 – 8 V 1945”.

## Koniec zmagań
W bitwie o Atlantyk początkowo przewagę mieli Niemcy i Włosi, ale od końca 1942 roku dominować zaczęły floty alianckie, co doprowadziło do ich ostatecznego zwycięstwa i zagłady floty niemieckiej. Straty obu stron konfliktu były ogromne. Państwa „Osi” bitwa o Atlantyk kosztowała 1821 statków i okrętów (3 230 129 BRT), zaś aliantów 4076 statków i okrętów (17 408 581 BRT). Z wielkich okrętów nawodnych Kriegsmarine wojnę przetrwały jedynie uszkodzone krążowniki „Leipzig” i „Nürnberg” oraz nietknięty „Prinz Eugen”, który w roku 1946 został użyty przez Amerykanów jako jeden z okrętów-celów podczas operacji Crossroads. Straty niemieckiej floty podwodnej wyniosły 30 000 ludzi, spośród 40 000 oficerów i marynarzy w niej służących, zaś w ostatnich miesiącach wojny ich oczekiwana długość życia wynosiła nie więcej niż dwa patrole.
Zakończenie bitwy o Atlantyk miało także polski akcent: 6 maja 1945 roku w porcie wojennym w Wilhelmshaven kapitulację dowództwa twierdzy, bazy Kriegsmarine, dziesięciu dywizji piechoty i ośmiu pułków piechoty i artylerii przyjął gen. Stanisław Maczek, dowódca 1 Dywizji Pancernej.
Na przełomie 1945 i 1946 roku miała miejsce akcja niszczenia U-Bootów, które po kapitulacji Niemiec w II wojnie światowej dostały się w ręce Aliantów (operacja Deadlight).